# Liste umgespurter Eisenbahnstrecken
Eisenbahnstrecken werden aus verschiedenen Gründen umgespurt, darunter:
- Häufig werden Schmalspurbahnen auf Normalspur umgespurt. Der Hauptgrund für den Bau von Schmalspurbahnen lag darin, dass sie einfacher als Normalspurbahnen zu bauen sind. Durch den reduzierten Aufwand bei einer geringeren Spurweite mit kleineren Achslasten, Bogenradien und Geschwindigkeiten konnten die Baukosten verringert werden. Die wirtschaftliche Expansionsfähigkeit stieß aber durch die Schmalspurbahnen an ihre Grenzen. Man konnte die produzierten Waren nur im Bereich des eigenen Schmalspurnetzes einfach, also ohne Umladen, transportieren, da eine Weiterfahrt nur mit anderer Spurweite möglich war. Abhilfe durch einen Rollfahrzeugbetrieb war auf Dauer zu umständlich und zu kostenintensiv, zudem mussten auch hierfür Lichtraumprofil und Tragfähigkeit von Vollbahnen erreicht werden.
- Die wenigen in Staaten mit Normalspur betriebenen Breitspureisenbahnstrecken wurden oft bald der jeweiligen Standardspurweite angeglichen. Der häufigste Grund hierfür war die mangelhafte Austauschbarkeit von Fahrzeugen.
- Im neunzehnten Jahrhundert wurde beim Zusammentreffen vorher unabhängiger großer Netze oft die Entscheidung gefällt, wegen des gewünschten Übergangs von Fahrzeugen eine gemeinsame Spurweite zu verwenden. Beispiele dafür sind die großangelegten Umspurungen der Great Western Railway in England oder der 5'-Eisenbahnen in den USA.

Umspurungen aufgrund von Kriegsereignissen sind in der folgenden Liste nicht verzeichnet.

## Europa

### Dänemark
| Bahnstrecke                                        | Alte Spur- weite mm | Neue Spur- weite mm | Länge km | erbaut | Neue Spur- weite (Jahr) | Still- legung | Bemerkung |
| -------------------------------------------------- | ------------------- | ------------------- | -------- | ------ | ----------------------- | ------------- | --- |
| Haderslev Amtsbanegaard – Haderslev Statsbanegaard | 1000                | 1435                | 1,2      |        | 1934                    | 1999          | Vierschienengleis bis 1934, die Danske Statsbaner übernahmen die ehemalige Strecke der Haderslev Amts Jernbaner, Hafenbedienung mit Normalspurgüterwagen |
| Sønderborg – Mommark                               | 1000                | 1435                |          |        | 1933                    | 1962          | Danske Statsbaner übernahmen die Strecke von den Amtsbanerne på Als                                                                                      |
| Frederikshavn – Skagen                             | 1000                | 1435                | 39,7     | 1890   | 1924                    |               | |
| Horsens–Bryrup                                     | 1000                | 1435                | 37,8     | 1899   | 1929                    | 1968          | Horsens-Bryrup Jernbaneselskab, 1929 nach Umspurung bis Silkeborg erweitert                                                                              |
| Horsens – Tørring                                  | 1000                | 1435                | 27,8     | 1891   | 1929                    | 1962          | Horsens Vestbaner |

### Deutschland
| Bahnstrecke | Alte Spur- weite mm | Neue Spur- weite mm | Länge km | erbaut    | Neue Spur- weite (Jahr) | Still- legung          | Bemerkung |
| --- | ------------------- | ------------------- | -------- | --------- | ----------------------- | ---------------------- | --- |
| Baden-Württemberg |                     |                     |          |           |                         |                        | |
| Mannheim–Haltingen | 1600                | 1435                | 264,3    | 1840–1851 | 1854–1855               |                        | Die badischen Eisenbahnstrecken waren ab 1843 in 1600-mm-Breitspur angelegt. Nachdem sich herausstellte, dass alle Nachbarländer die Normalspur bevorzugten, baute die Badische Staatsbahn innerhalb nur eines Jahres 1854/55 ihre bis dahin erstellten Strecken (79 km ein- und 203 km zweigleisig) ebenfalls auf Normalspur um. |
| Appenweier–Kehl | 1600                | 1435                | 13,5     | 1845      | 1854–1855               |                        | Die badischen Eisenbahnstrecken waren ab 1843 in 1600-mm-Breitspur angelegt. Nachdem sich herausstellte, dass alle Nachbarländer die Normalspur bevorzugten, baute die Badische Staatsbahn innerhalb nur eines Jahres 1854/55 ihre bis dahin erstellten Strecken (79 km ein- und 203 km zweigleisig) ebenfalls auf Normalspur um. |
| Baden-Oos–Baden-Baden | 1600                | 1435                | 4,3      | 1845      | 1854–1855               | 1977                   | Die badischen Eisenbahnstrecken waren ab 1843 in 1600-mm-Breitspur angelegt. Nachdem sich herausstellte, dass alle Nachbarländer die Normalspur bevorzugten, baute die Badische Staatsbahn innerhalb nur eines Jahres 1854/55 ihre bis dahin erstellten Strecken (79 km ein- und 203 km zweigleisig) ebenfalls auf Normalspur um. |
| Lauffen (Neckar)–Leonbronn | 750                 | 1435                | 20,3     | 1896–1901 | 1964–1965               | 1995                   | Reaktivierung geplant |
| Marbach (Neckar)–Steinheim (Murr) | 750                 | 1435                | 4,3      | 1894      | 1968                    | 1990                   | |
| Karlsruhe Albtalbahnhof–Bad Herrenalb | 1000                | 1435                | 25,8     | 1897–1898 | 1958–1961               |                        | |
| Busenbach–Langensteinbach | 1000                | 1435                | 4,9      | 1899      | 1964–1966               |                        | |
| Orschweier–Ettenheimmünster | 1000                | 1435                | 7,9      | 1893      | 1922–1927               | 1966                   | |
| Leinfelden–Neuhausen (Filder) | 1000                | 1435                | 14,3     | 1897      | 1902 / ~2000            | 1920 / 1922 / 1983 / — | Stuttgart-Möhringen–Unteraichen 1927 als 1000 mm-Straßenbahn wiedereröffnet, um 2000 mit der Umspurung der Stuttgarter Straßenbahn zur Stadtbahn Stuttgart erneut auf Normalspur umgespurt |
| Bad Schussenried–Torfwerk | 750                 | 1435                | 5,7      | 1896      | 1970                    | 2002                   | Bahnstrecke abgebaut |
| Schwarzach (Baden)–Bühl (Baden) | 1000                | 1435                | 9,3      | 1892      | 1971–1972               |                        | |
| Schwarzach (Baden)–Söllingen (b Rastatt) | 1000                | 1435                | 11,2     | 1909      | 1972–1973               |                        | |
| Bayern |                     |                     |          |           |                         |                        | |
| Nürnberg-Fürth |                     | 1435                | 35,2     | 1835      | 1835                    | 1922                   | Ludwigseisenbahn (Abschnitt:Schwierigkeiten zur Betriebseröffnung) gebaut in Bayrischen Fuß, jedoch auf Beharren von Stephenson vor Betriebseröffnung umgespurt |
| Eichstätt Bahnhof – Kinding | 1000                | 1435                | 35,2     | 1898      | 1934                    |                        | Bahnstrecke Eichstätt Stadt – Kinding abgebaut |
| Berlin / Brandenburg Für den militärischen Nachschub und den anschließenden Abtransport von Kriegsbeute wurde ein Gleis der Strecke Berlin–Frankfurt (Oder) und mehrere Strecken in Berlin provisorisch auf russische Breitspur umgespurt. Für Stalins Sonderzug nach Potsdam wurde ab Juni 1945 zusätzlich ein Streckengleis zwischen Berlin Schlesischer Bahnhof und Potsdam umgespurt. Der Breitspurbetrieb auf deutschem Gebiet endete im Dezember 1945. |                     |                     |          |           |                         |                        | |
| Brandenburg |                     |                     |          |           |                         |                        | |
| Glöwen – Havelberg | 1435                | 750                 | 9,2      | 1890      | 1948                    |                        | Bahnstrecke abgebaut 1945 und 1971 |
| Müncheberg (Mark)–Buckow | 750                 | 1435                | 6,5      | 1897      | 1930                    |                        | |
| Herzfelde – Stienitzsee | 750                 | 600                 | 12,4     | 1872      | 1945                    | ~1971                  | Oppenheimsche Industriebahn |
| Hessen |                     |                     |          |           |                         |                        | |
| Grubenbahnen Messel | 600                 | 900                 |          | 18__      | 1932                    | 1951                   | |
| Wächtersbach – Bad Orb | 1435                | 600                 | 6,5      | 1901      | 2000                    |                        | Betrieb als Museumseisenbahn |
| Mecklenburg-Vorpommern |                     |                     |          |           |                         |                        | |
| Jarmen – Schmarsow Weiche | 750                 | 600                 | 11,5     | 1897      | 1949                    | 1958                   | Wiederaufbau nach Reparation, Inselbetrieb |
| Niedersachsen |                     |                     |          |           |                         |                        | |
| Lüneburg – Neetze | 750                 | 1435                | 17,8     | 1899      | 1919                    |                        | |
| Hoya – Syke | 1000                | 1435                | 28,8     | 1881      | 1966                    |                        | |
| Echte – Kreiensen | 750                 | 1435                | 9,6      | 1899      | 1943                    |                        | bis 1963 Dreischienengleis |
| Ocholt – Westerstede | 750                 | 1435                | 7,0      | 1876      | 1904                    |                        | |
| Wittmund – Ardorf – Wittmundhaven | 1000                | 1435                | 14,2     | 1899      | 1940                    |                        | |
| Werlte – Lathen | 750                 | 1435                | 25,2     | 1898      | 1957                    |                        | |
| Broistedt – Groß Ilsede | 780                 | 1435                | 11,2     | 1884      | 1919                    |                        | |
| Nordrhein-Westfalen |                     |                     |          |           |                         |                        | |
| Minden Stadt – Kleinenbremen | 1000                | 1435                | 14,0     | 1918–1921 | 1950–1957               |                        | |
| Minden Stadt – Lübbecke | 1000                | 1435                | 27,9     | 1903–1907 | 1950–1957               |                        | Streckenteil Hille – Lübbecke abgebaut |
| Minden – Petershagen – Uchte | 1000                | 1435                | 14,0     | 1898      | 1950–1957               |                        | Strecke abgebaut |
| Minden – Kutenhausen – Wegholm | 1000                | 1435                | 10,3     | 1915      | 1950–1957               |                        | Strecke abgebaut |
| (Wuppertal-Essen) | 820                 | 1435                |          | 1831      | 1847                    |                        | ursprünglich Pferdebetrieb |
| Niederense – Möhnesee | 1000                | 1435                | 5,7      | 1908      | 1913                    |                        | Strecke abgebaut 1953 |
| Neheim-Hüsten – Niederense | 1000                | 1435                |          | 1898      | 1954                    |                        | Strecke abgebaut 1964, Dreischienenausbau 1913 |
| Neheim-Hüsten – Arnsberg | 1000                | 1435                |          | 1906      | 1927                    |                        | Güterverkehr im Jahr 2006, Dreischienengleis ab 1906 |
| Hüsten-Ost – Steinbruch Müschede | 1000                | 1435                |          | 1908      | 1911                    |                        | Strecke abgebaut 1954, Dreischienenausbau 1911 |
| Werl – Ostönnen | 1000                | 1435                |          | 1898      | 1923                    |                        | Strecke abgebaut 1954, nur Dreischienenausbau |
| Hamm – Lippborg | 1000                | 1435                |          | 1904      | 1927, 1940              |                        | Strecke als Museumsbahn |
| Bredelar – Martenberg | 1000                | 900                 |          | 1873      | 1937                    |                        | Strecke abgebaut 1925 und 1963 |
| Altenrheine – Osnabrück-Eversburg | 1000                | 1435                | 28,8     | 1903      | 1935                    |                        | |
| Kleinbahn Rees–Empel | 1000                | 1435                | 5,6      | 1897      | 1915                    |                        | |
| Essen-Kupferdreh – Hesperbrück | 720                 | 1435                | 4,6      | 18__      | 1877 ?                  |                        | |
| Köln – Bonn, Vorgebirgsbahn | 1000                | 1435                | ~24,5    | 1897      | 1908–1934               |                        | |
| Zieverich – Elsdorf | 1000                | 1435                | 4,5      | 1896      | 1904/1913               | 1967                   | |
| Bedburg – Mödrath | 1000                | 1435                | 16,5     | 1896/97   | 1904/1913               |                        | Horrem–Mödrath 1978 stillgelegt |
| Bedburg – Ameln | 1000                | 1435                | 13,7     | 1898/99   | 1904/1913               | 1963                   | |
| Bergheim – Rommerskirchen | 1000                | 1435                | 13       | 1897      | 1904/1913               | 1971                   | Bergheim–Niederaußem 1971 stillgelegt |
| Benzelrath – Oberbolheim | 1000                | 1435                | 18,4     | 1896/1905 | 1904/1913               | 1968/1978              | |
| Mödrath – Liblar | 1000                | 1435                | 13       | 1898/99   | 1904/1913               | 1956/1965              | |
| Liblar – Vochem | 1000                | 1435                | 7        | 1901      | 1904/1913               | 1942–1966              | Stilllegung wegen Tagebau |
| Herscheid-Hüinghausen – Köbbinghauser-Hammer | 1435                | 1000                | 2,2      |           |                         |                        | Wiederaufbau einer Teilstrecke als Museumseisenbahn |
| Dortmund-Hörde: Hermannshütte – Zeche Schleswig in Neuasseln | schmal              | 1435                |          | 1859      | 1877                    |                        | Eliasbahn#Weitere Strecken |
| Sachsen |                     |                     |          |           |                         |                        | |
| Waldheim–Kriebethal | 1435                | 600                 | ~ 2 km   | 1896      | 2004                    |                        | Museumsbahnbetrieb |
| Heidenau – Altenberg | 750                 | 1435                | 38,0     | 1890      | 1938                    |                        | Bahnstrecke in Betrieb |
| Klotzsche – Königsbrück | 750                 | 1435                | 19,5     | 1884      | 1897                    |                        | Bahnstrecke in Betrieb |
| Schönfeld-Wiesa – Papierfabrik Schönfeld | 750                 | 1435                | 1,5      | 1884      | 1985                    |                        | |
| Sachsen-Anhalt |                     |                     |          |           |                         |                        | |
| Stendal – Arneburg | 1000                | 1435                | 13,0     | 1899      | 1914                    |                        | Bahnstrecke abgebaut |
| Salzwedel – Diesdorf | 1000                | 1435                | 36,0     | 1900–1901 | 1927–1928               |                        | Bahnstrecke außer Betrieb |
| Salzwedel – Jeggeleben | 1000                | 1435                |          | 1901–1902 | 1926                    |                        | Bahnstrecke abgebaut |
| Klötze – Wernstedt | 750                 | 1435                |          |           | 1921–1922               |                        | Bahnstrecke abgebaut |
| Quedlinburg – Gernrode | 1435                | 1000                | 8,5      | 1885      | 2006                    |                        | |
| Zörbig – Radegast | 750                 | 1435                |          | 1896      | 1946                    |                        | 1910 dreischienig ausgebaut, Schmalspurbahn 1946 stillgelegt |
| Gommern–Pretzien | 600                 | 750                 |          | 1888 ?    | 1890                    | 1976                   | |
| Schleswig-Holstein |                     |                     |          |           |                         |                        | |
| Niebüll – Dagebüll | 1000                | 1435                | 13,6     | 1895      | 1926                    |                        | Bahnstrecke in Betrieb |
| Thüringen |                     |                     |          |           |                         |                        | |
| Dorndorf – Kaltennordheim | 1000                | 1435                | 27,9     | 1879      | 1934                    | 2003                   | teilweise abgebaut |
| Bad Salzungen – Vacha | 1000                | 1435                | 16,3     | 1879      | 1905                    |                        | Stilllegung 2003 – seit 2011 Anschlussbahn |
| Kreuzung Kohlebahn – Meuselwitz | 1435                | 900                 | ≈2       | 1874      | 2005?                   |                        | Museumsbetrieb |
| Deutsche Ostgebiete / Ostpreußen / Westpreußen / Schlesien (Strecken, die nach dem Zweiten Weltkrieg nicht mehr betrieben wurden) |                     |                     |          |           |                         |                        | |
| Pillkallen/Schirwindt–Lasdehnen/Doristhal | 750                 | 1000                | 60,9     | 1901      | 1917                    | 1945                   | Pillkaller Kleinbahn |

### Estland
| Bahnstrecke                  | Alte Spur- weite mm | Neue Spur- weite mm | Länge km | erbaut         | Neue Spur- weite (Jahr)             | Still- legung | Bemerkung |
| ---------------------------- | ------------------- | ------------------- | -------- | -------------- | ----------------------------------- | ------------- | --- |
| Tallinn–Viljandi-(Mõisaküla) | 750                 | 1520                |          | 1901           | 1971–1973                           |               | |
| Lelle–Pärnu                  | 750                 | 1520                |          | 1901           | 1971                                |               | |
| Pärnu–Mõisaküla              | 750                 | 1520                | 53,5     | 1. August 1897 | Umbau: 15. Mai 1975 / 17. Juli 1981 | 2000          | Reststrecke Mõisaküla–Viljandi am 3. Juni 1973 stillgelegt, Neubaustrecke: Personenverkehr bis 31. Januar 1996 |

### Finnland
| Bahnstrecke           | Alte Spur- weite mm | Neue Spur- weite mm | Länge km | erbaut | Neue Spur- weite (Jahr) | Still- legung | Bemerkung                                |
| --------------------- | ------------------- | ------------------- | -------- | ------ | ----------------------- | ------------- | ---------------------------------------- |
| Lahti – Loviisa Hafen | 750                 | 1524                | 77       |        | 1960                    |               |                                          |
| Hyrynsalmi – Korvua   | 750                 | 1524                | 82       | 1942   | 1952/59                 | 2004          | Hyrynsalmi – Pesiökylä noch Güterverkehr |

### Frankreich
| Bahnstrecke                                                        | Alte Spur- weite mm | Neue Spur- weite mm | Länge km | erbaut | Neue Spur- weite (Jahr) | Still- legung | Bemerkung |
| ------------------------------------------------------------------ | ------------------- | ------------------- | -------- | ------ | ----------------------- | ------------- | --- |
| Region Auvergne-Rhône-Alpes                                        |                     |                     |          |        |                         |               | |
| Überlandstraßenbahn, Lyon, Fontaines-sur-Saône, Neuville-sur-Saône | 1435                | 1000                |          | 1891   | 1932                    | 1957          | |
| Region Bretagne                                                    |                     |                     |          |        |                         |               | |
| Guingamp–Carhaix                                                   | 1000                | 1435                |          | 1893   | 1967                    |               | Quelle: Réseau Breton |
| Guingamp–Paimpol                                                   | 1000                | 1435                |          | 1894   | 1924                    |               | Quelle: Réseau Breton, 1924 Einbau einer dritten Schiene für Normalspur, Schmalspurverkehr 1953 eingestellt                                                    |
| Überlandstraßenbahn: La Trinité-sur-Mer – Étel                     | 600                 | 1000                |          | 1901   | 1922                    | 1935          | |
| Region Grand Est                                                   |                     |                     |          |        |                         |               | |
| Straßenbahn Rappoltsweiler / Ribeauvillé                           | 1000                | 1435                | 4        | 1879   | 1894                    | 1938          | Tramway de Ribeauvillé |
| Ensisheim–Colmar                                                   | 1000                | 1435                |          |        | 1914                    |               | Straßenbahn Mülhausen |
| Straßburg – Kehl                                                   | 1435                | 1000                |          | 1878   | 1896                    | 1944          | 1918 unterbrochen, 1942–1944 erneut in Betrieb, dann endgültig eingestellt, siehe Mittelbadische Eisenbahnen, am 29. April 2017 Wiederinbetriebnahme nach Kehl |
| Bahnstrecke Le Châtelet-sur-Retourne–Juniville–Vouziers            | 800                 | 1000                |          | 1900   | 1924                    | 1933          | |
| Region Île-de-France                                               |                     |                     |          |        |                         |               | |
| Paris, Place Denfert-Rochereau–Sceaux                              | 1750                | 1435                |          | 1846   | 1891–1893               |               | Ligne de Sceaux |
| Enghien-les-Bains–Montmorency (Val-d’Oise)                         | 1000                | 1435                | 6,4      | 1897   | 1908                    | 1935          | Tramway Enghien – Montmorency |
| Region Nouvelle-Aquitaine                                          |                     |                     |          |        |                         |               | |
| Royan, La Grande-Côte – Ronce-les-Bains                            | 1000                | 600                 | 27       | 1892   | 1913                    | 1945          | Dampfstraßenbahn Royan in Kombination mit der Waldbahn |

### Griechenland
| Bahnstrecke               | Alte Spur- weite mm | Neue Spur- weite mm | Länge km | erbaut | Neue Spur- weite (Jahr) | Still- legung | Bemerkung |
| ------------------------- | ------------------- | ------------------- | -------- | ------ | ----------------------- | ------------- | --- |
| Larisa – Volos            | 1000                | 1435                |          |        | 1960                    |               | |
| Paleofarsalos – Kalambaka | 1000                | 1435                |          |        | 1998                    |               | |
| Athen – Korinth           | 1000                | 1435                |          |        | 2005                    |               | Regelspurstrecke in neuer Lage, Parallelbetrieb 2005–2007, seit 2007 Regelspurbetrieb bis Kiáto, zukünftig bis Patras |

### Großbritannien
Die Great Western Railway betrieb ein Breitspurnetz, das bis 1892 umgespurt wurde.
| Bahnstrecke                                  | Alte Spur- weite mm | Neue Spur- weite mm | Länge km | erbaut  | Neue Spur- weite (Jahr) | Still- legung | Eisenbahngesellschaft                                    | Bemerkung                                                                                           |
| -------------------------------------------- | ------------------- | ------------------- | -------- | ------- | ----------------------- | ------------- | -------------------------------------------------------- | --------------------------------------------------------------------------------------------------- |
| Greater London                               |                     |                     |          |         |                         |               |                                                          | |
| London, City of London–Blackwall             | 1537                | 1435                |          | 1840    | 1849                    |               | London and Blackwall Railway                             | |
| Region Yorkshire and the Humber              |                     |                     |          |         |                         |               |                                                          | |
| Sand Hutton, Village–Fishpond                | 381                 | 457                 | 0,8      | 1912    | 1922                    | 1932          | Sand Hutton Miniature Railway, Sand Hutton Light Railway | |
| Clayton West                                 | 1435                | 381                 | 6,0      |         | 1991                    |               | Kirklees Light Railway                                   | |
| Region Nordwestengland                       |                     |                     |          |         |                         |               |                                                          | |
| Poynton, Brookside Garden Centre             | 127                 | 184                 | 0,7      | 1972    | 1989                    |               | Brookside Miniature Railway                              | |
| Ravenglass–Boot                              | 914                 | 381                 | 11,3     | 1875    | 1915                    |               | Ravenglass and Eskdale Railway                           | |
| Alston, Cumbria–Lintley                      | 1435                | 610                 | 11,3     | 1852    | 1976                    | 1983          | South Tynedale Railway                                   | |
| Region Südwestengland                        |                     |                     |          |         |                         |               |                                                          | |
| Maiden Newton-West Bay                       | 2140                | 1435                |          | 1857    | 1874                    |               | Bridport Railway                                         | |
| Bristol–Exeter                               | 2140                | 1435                | 121,5    | 1844    | 1875                    |               | Bristol and Exeter Railway                               | Bristol-Taunton und Weston and Yeovil Dreischienengleis                                             |
| Bristol–Gloucester                           | 2140                | 1435                |          | 1844    |                         |               | Bristol and Gloucester Railway                           | |
| Bristol–New Passage                          | 2140                | 1435                |          | 1863    | 1872                    |               | Bristol and South Wales Union Railway                    | |
| Totnes–Buckfastleigh                         | 2140                | 1435                |          | 1872    |                         |               | Buckfastleigh, Totnes and South Devon Railway            | |
| Gloucester–Chepstow                          | 2140                | 1435                | 10,6     | 1854    | 1872                    |               | Bullo Pill Railway                                       | |
| Chard Road–Chard Stadt                       | 2140                | 1435                | 4,9      | 1863    | 18                      | 1962          | Chard Branch Line                                        | |
| Chard–Creech                                 | 2140                | 1435                | 20,6     | 1866    | 1891                    | 1962          | Chard Branch Line                                        | |
| Taunton–Chard                                | 2140                | 1435                |          | 1866    | 1891                    | 1964          | Chard and Taunton Railway                                | |
| Yetton–Wells                                 | 2140                | 1435                |          | 1869    | 18__                    | 1963          | Cheddar Valley line                                      | |
| Swindon–Cheltenham                           | 2140                | 1435                |          | 1841    | 1872                    |               | Cheltenham and Great Western Union Railway               | |
| Swindon–Gloucester/Cirencester               | 2140                | 1435                |          | 1841    | 1872                    |               | Cheltenham and Great Western Union Railway               | |
| Plymouth–Falmouth (Cornwall)                 | 2140                | 1435                |          | 1859    | 1892                    |               | Cornwall Railway                                         | |
| Fowey–Newquay                                | 2140                | 1435                |          | 1876    | 1892                    |               | Cornwall Minerals Railway                                | |
| Torquay–Kingswear                            | 2140                | 1435                |          | 1848    | 1892                    |               | Dartmouth and Torbay Railway                             | |
| Norton Fitzwarren–Barnstaple                 | 2140                | 1435                | 68       | 1871    | 1881                    | 1966          | Devon and Somerset Railway                               | |
| Witham–Wells                                 | 2140                | 1435                |          | 1858    | 1892                    |               | East Somerset Railway                                    | |
| Exeter–Crediton                              | 2140                | 1435                |          | 1851    | 1892                    |               | Exeter and Crediton Railway                              | |
| Hereford–Gloucester                          | 2140                | 1435                |          | 1855    | 1869                    |               | Hereford, Ross and Gloucester Railway                    | |
| Fowey–Lostwithiel                            | 2140                | 1435                |          | 1869    | 189_                    |               | Lostwithiel and Fowey Railway                            | |
| Newton Abbot–Moretonhampstead                | 2140                | 1435                |          | 1866    | 18__                    | 1970          | Moretonhampstead and South Devon Railway                 | |
| Burngullow–Nanpean                           | 2140                | 1435                | 5,6      | 1869    | 1892                    |               | Newquay and Cornwall Junction Railway                    | |
| Cowley Bridge–Bideford                       | 2140                | 1435                |          |         |                         |               | North Devon Railway                                      | |
| Bristol–Portishead                           | 2140                | 1435                |          | 1867    | 1880                    |               | Portishead Railway                                       | |
| Glastonbury–Highbridge                       | 2140                | 1435                |          | 1854    | 1862                    |               | South Devon Railway Company                              | |
| Plymouth–Exeter                              | 2140                | 1435                | 85,0     | 1846    | 1892                    | 1962          | South Devon Railway Company                              | |
| Plymouth–Launceston                          | 2140                | 1435                | 57,1     | 1859    | 1882                    | 1962          | South Devon and Tavistock Railway                        | |
| Churston Ferrers–Brixham                     | 2140                | 1435                | 3,3      | 1868    | 1892                    |               | Torbay and Brixham Railway                               | |
| Hayle–Penzance                               | 2140                | 1435                | 41,6     | 1846    | 1892                    |               | West Cornwall Railway                                    | ab 1866 Dreischienengleis                                                                           |
| Taunton–Minehead                             | 2140                | 1435                | 36,6     | 1862    | 1882                    |               | West Somerset Railway                                    | |
| Chippenham–Weymouth                          | 2140                | 1435                |          |         |                         |               | Wilts, Somerset and Weymouth Railway                     | |
| Kelly Bray–Calstock                          | 1067                | 1435                | 12,0     | 1872    | 1894                    |               | East Cornwall Mineral Railway                            | 1894–1908 dual gauged                                                                               |
| Paignton, Paignton Zoo                       | 305                 | 260                 | 0,5      | 1937    | 1946                    |               | Jungle Express                                           | |
| Seaton–Colyton (Devon)                       |                     | 838                 | 4,8      |         | 1970                    |               | Seaton Tramway                                           | Bahn auf alter Nebenstrecke                                                                         |
| Buckfastleigh                                | 260                 | 184                 | 0,91     | 1977    | 1979                    |               | South Devon Miniature Railway                            | |
| Region Südostengland                         |                     |                     |          |         |                         |               |                                                          | |
| Reading-Devizes                              | 2140                | 1435                | 80,4     | 1847–62 | 1874                    |               | Berks and Hants Railway                                  | |
| Reading-Basingstoke                          | 2140                | 1435                | 24,9     | 1848    | 1869                    |               | Berks and Hants Railway                                  | ab 1856 Dreischienengleis                                                                           |
| London-Amersham                              | 2140                | 1435                |          |         | 1869                    |               | Metropolitan and Metropolitan District Railways          | |
| Pangbourne, Beale Park                       | 184                 | 260                 | 0,9      | 1989    | 1994                    |               | Beale Railway                                            | |
| East Worthing, Brooklands Pleasure Park      | 241                 | 260                 | 0,9      | 1965    | ?                       |               | Brooklands Miniature Railway                             | |
| Gillingham, Strand Leisure Park              | 229                 | 184                 | 0,36     | 1948    | 1949                    |               | Strand Miniature Railway                                 | |
| Pulborough, Stopham Road                     | 184                 | 260                 | 1,0      | 1984    | 1949                    |               | South Downs Light Railway                                | |
| Region Ostengland                            |                     |                     |          |         |                         |               |                                                          | |
| Barking                                      | 241                 | 184                 | 0,340    | 1954    | 2008                    |               | Barking Park Light Railway                               | |
| Bressingham, Bressingham Steam Museum        | 241                 | 260                 | 0,6      | 1964    | 1995                    |               | Bressingham Garden Railway                               | |
| Wroxham–Aylsham                              | 1435                | 381                 | 14,3     | 1880    | 1990                    |               | Bure Valley Railway                                      | |
| Toddington (Bedfordshire), The Fancott       | 260                 | 184                 | 0,3      | 1975    | 1996                    |               | Fancott Miniature Railway                                | |
| Knebworth, Knebworth House                   | 610                 | 260                 | 0,6      | ?       | 1991                    |               | Knebworth Park Miniature Railway                         | |
| Wells-next-the-Sea, Walsingham               | 1435                | 260                 | 6,0      | 1845    |                         |               | Wells and Walsingham Light Railway                       | |
| Southend-on-Sea, Southend Pier               | 1067                | 914                 | 2,0      | 1830    | 1986                    |               | Southend Pier Railway                                    | |
| Region East Midlands                         |                     |                     |          |         |                         |               |                                                          | |
| Buxton, Pavillon Gardens                     | 260                 | 311                 | 0,3      | 1972    | 1998                    |               | Buxton Miniature Railway                                 | |
| Mablethorpe, Queens Park                     | 260                 | 184                 | 0,18     | 1968    | 1970                    |               | Mablethorpe Miniature Railway                            | |
| Cleethorpe, Kings Road                       | 369                 | 381                 | 3.2      | 1971    | ?                       |               | Cleethorpes Coast Light Railway                          | |
| Region West Midlands                         |                     |                     |          |         |                         |               |                                                          | |
| Atherstone, Twycross Zoo                     | 184                 | 305                 | 0,6      | 1969    | 1974                    |               | Twycross Zoo Miniature Railway                           | 1. Umspurung                                                                                        |
| Atherstone, Twycross Zoo                     | 305                 | 260                 | 0,6      | 1974    | 1982                    |               | Twycross Zoo Miniature Railway                           | 2. Umspurung                                                                                        |
| Colwall, The Downs School                    | 184                 | 241                 | 1,21     | 1925    | 1930er                  |               | Downs Light Railway                                      | |
| Kidderminster, Severn Valley Railway Station | 89 und 127          | 194                 | 0,1      | 1988    | 1990                    |               | Coalyard Miniature Railway                               | |
| Wales                                        |                     |                     |          |         |                         |               |                                                          | |
| Carmarthen–Newcastle Emlyn                   | 2140                | 1435                |          | 1860    | 1872                    |               | Carmarthen and Cardigan Railway                          | teilweise Dreischienengleis                                                                         |
|                                              | 2140                | 1435                |          |         |                         |               | Llynvi and Ogmore Railway                                | |
| Gloucester–Neyland                           | 2140                | 1435                |          | 1850    |                         |               | South Wales Railway                                      | |
| Briton Ferry–Glyncorrwg                      | 2140                | 1435                |          | 1861    | 1872                    |               | South Wales Mineral Railway                              | |
| Llanuwchllyn–Bala                            | 1435                | 610                 | 7,2      | 1868    | 1972                    |               | Bala Lake Railway                                        | Abschnitt der ehemaligen Strecke Ruabon–Barmouth der Great Western Railway                          |
| Fairbourne–Barmouth Fähre                    | 610                 | 381                 | 3,2      | 1895    | 1916                    |               | Fairbourne Railway                                       | 1. Umspurung                                                                                        |
| Fairbourne–Barmouth Fähre                    | 381                 | 311                 | 3,2      | 1916    | 1986                    |               | Fairbourne Railway                                       | 2. Umspurung                                                                                        |
| Swansea–Oystermouth                          |                     | 1435                |          | 1807    | 1855                    | 1960          | Swansea and Mumbles Railway                              | abgebaut, Bahn mit der höchsten Anzahl an Antriebsarten: Pferd, Segel, Dampf, Strom, Diesel, Benzin |
| Neath–Merthyr Tydfil                         | 2140                | 1435                | 71       | 1851    | 1872                    |               | Vale of Neath Railway                                    | ab 1863 Dreischienengleis                                                                           |
| Schottland                                   |                     |                     |          |         |                         |               |                                                          | |
| Arbroath – Dundee                            | 1676                | 1435                |          | 1838    | 1848                    |               | Dundee and Arbroath Railway                              | |
| Wanlockhead – Leadhills                      | 1435                | 610                 |          | 1900    | 1988                    |               | Leadhills & Wanlockhead Railway                          | |
| Arbroath, West Links Park                    | 184                 | 260                 | 0,3      | 1935    | 1938                    |               | Kerr’s Miniature Railway                                 | |
| St Andrews, Craigtoun Park                   | 184                 | 381                 | 0,4      | 1960    | 1975                    |               | Craigtoun Miniature Railway                              | |
| Kanalinseln                                  |                     |                     |          |         |                         |               |                                                          | |
| Jersey                                       | 1435                | 1067                |          | 1870    | 1884                    | 1936          | Jersey Railway                                           | |

### Irland
| Bahnstrecke                            | Alte Spur- weite mm | Neue Spur- weite mm | Länge km | erbaut | Neue Spur- weite (Jahr) | Still- legung | Bemerkung                            |
| -------------------------------------- | ------------------- | ------------------- | -------- | ------ | ----------------------- | ------------- | ------------------------------------ |
| Nordirland                             |                     |                     |          |        |                         |               |                                      |
| Londonderry–Carndonagh / Burtonport    | 1600                | 914                 |          | 1863   | 1885                    | 1953          | Londonderry and Lough Swilly Railway |
| Ulster Railway                         | 1880                | 1600                |          |        | 1846                    |               |                                      |
| Republik Irland                        |                     |                     |          |        |                         |               |                                      |
| Dublin, Westland Row–Kingstown Harbour | 1422                | 1600                |          | 1834   | 1854                    |               | Dublin and Kingstown Railway         |
| Cork–Passage West                      | 1600                | 914                 | 11       | 1850   | 1902                    | 1932          | Cork, Blackrock and Passage Railway  |

### Italien
| Bahnstrecke                                      | Alte Spur- weite mm | Neue Spur- weite mm | Länge km | erbaut  | Neue Spur- weite (Jahr) | Still- legung | Bahngesellschaft                                            | Bemerkung                                                               |
| ------------------------------------------------ | ------------------- | ------------------- | -------- | ------- | ----------------------- | ------------- | ----------------------------------------------------------- | ----------------------------------------------------------------------- |
| Region Abruzzen                                  |                     |                     |          |         |                         |               |                                                             |                                                                         |
| Strecken der Ferrovia Sangritana                 | 950                 | 1435                |          | 1912    | 1956/59                 |               | Ferrovia Sangritana                                         | 1956/59 auch Angleichung der Fahrleitungsspannung von 2400 V auf 3000 V |
| Region Emilia-Romagna                            |                     |                     |          |         |                         |               |                                                             |                                                                         |
| Modena – Cavezzo – Mirandola                     | 950                 | 1435                | 31,2     | 1883/84 | 1929–1932               | 1964          | Società Emiliana di Ferrovie, Tranvie ed Automobili -SEFTA- |                                                                         |
| (Modena –) Cavezzo – Finale Emilia               | 950                 | 1435                | 20,1     | 1883/84 | 1929–1932               | 1964          | Società Emiliana di Ferrovie, Tranvie ed Automobili -SEFTA- |                                                                         |
| Modena – Spilamberto – Vignola                   | 950                 | 1435                | 24,8     | 1888    | 1929–1932               | 1972          | Società Emiliana di Ferrovie, Tranvie ed Automobili -SEFTA- |                                                                         |
| (Modena –) Spilamberto – Bazzano                 | 950                 | 1435                | 6,8      | 1888    | 1929–1932               | 1972          | Società Emiliana di Ferrovie, Tranvie ed Automobili -SEFTA- |                                                                         |
| Region Kampanien                                 |                     |                     |          |         |                         |               |                                                             |                                                                         |
| Santa Maria Capua Vetere – Piedimonte Matese     | 950                 | 1435                | 41,2     |         |                         |               | Ferrovia Alifana e Benevento-Napoli, FABN,                  |                                                                         |
| Region Latium                                    |                     |                     |          |         |                         |               |                                                             |                                                                         |
| Bahnstrecke Roma Flaminio–Viterbo                | 1000                | 1435                | 105      | 1906    | 1932                    |               | Met.Ro Metropolitana di Roma -Met.Ro-                       |                                                                         |
| Region Lombardei                                 |                     |                     |          |         |                         |               |                                                             |                                                                         |
| Ponte Tresa – Luino Lago                         | 850                 | 1100                | 12,3     | 1885    | 1924                    | 1950          | Società di Navigazione e Ferrovie del Lago di Lugano -SNF-  | ab 1924 Società Varesina per Imprese Elettriche -SVIE-                  |
| Region Trentino-Südtirol                         |                     |                     |          |         |                         |               |                                                             |                                                                         |
| Auer (Ora) – Predazzo                            | 760                 | 1000                | 50,5     | 1916    | 1928                    | 1963          | Ferrovia Elettrica Val di Fiemme -FEVF-                     | Fleimstalbahn                                                           |
| Höhlenstein (Landro) – Toblach Landro – Dobbiaco | 700                 | 760                 | 10,4     | 1921    | 1917                    | 1964          | SA per la Ferrovia delle Dolomiti -SFD-                     |                                                                         |
| Region Venetien                                  |                     |                     |          |         |                         |               |                                                             |                                                                         |
| Piovene Rocchette – Arsiero                      | 950                 | 1435                | 8,1      | 1885    | 1933                    | 1964          | Società Veneta -SV-                                         |                                                                         |
| Calalzo di Cadore – Dogana Vecchia               | 750                 | 760                 | 28,3     | 1921    | 1917                    | 1964          | SA per la Ferrovia delle Dolomiti -SFD-                     |                                                                         |
| Höhlenstein (Landro) – Dogana Vecchia            | 950                 | 760                 | 26,2     | 1921    | 1917                    | 1964          | SA per la Ferrovia delle Dolomiti -SFD-                     | 5,7 km in Südtirol                                                      |

### Jugoslawien
Das umfangreiche Schmalspurnetz mit der bosnischen Spurweite von 760 mm wurde in einigen Abschnitten nach und nach durch Regelspurstrecken ersetzt. In den meisten Fällen wurden die Regelspurstrecken unabhängig von den Schmalspuranlagen völlig neu trassiert.

### Litauen / Belarus
| Bahnstrecke                                                          | Alte Spur- weite mm | Neue Spur- weite mm | Länge km | erbaut | Neue Spur- weite (Jahr) | Still- legung | Bemerkung             |
| -------------------------------------------------------------------- | ------------------- | ------------------- | -------- | ------ | ----------------------- | ------------- | --------------------- |
| Dūkštas (polnisch: Dukszty) – Druja (Belarus)                        | 600                 | 750                 | ~ 95     | 1917   | 1932                    |               | etwa 70 km in Belarus |
| Pabradė (polnisch: Podbrodzie) – Łyntupy (belarussisch: Лынтупы)     |                     |                     | ~ 42     | 1895   | 1916                    |               |                       |
| Łyntupy (belarussisch: Лынтупы) – Adutiškis (polnisch: Hoduciszki)   |                     |                     | ~ 32     | 1895   | 1919                    |               |                       |
| Adutiškis (polnisch: Hoduciszki) – Waparejewa (polnisch: Woropajewo) |                     |                     | ~ 44     | 1897   | 1919                    |               |                       |

### Montenegro
| Bahnstrecke      | Alte Spur- weite mm | Neue Spur- weite mm | Länge km | erbaut | Neue Spur- weite (Jahr) | Still- legung | Bemerkung |
| ---------------- | ------------------- | ------------------- | -------- | ------ | ----------------------- | ------------- | --------- |
| Podgorica–Nikšić | 760                 | 1435                | 56,6     | 1948   | 1965                    |               |           |

### Niederlande
| Bahnstrecke                                      | Alte Spur- weite mm | Neue Spur- weite mm | Länge km | erbaut    | Neue Spur- weite (Jahr) | Still- legung | Bemerkung |
| ------------------------------------------------ | ------------------- | ------------------- | -------- | --------- | ----------------------- | ------------- | --------- |
| Borculo–Lochem–Epse                              | 1067                | 750                 |          |           | 1934                    |               |           |
| Amsterdam–Haarlem–Leiden–Den Haag (alte Strecke) | 1945                | 1435                |          | 1839–1847 | -1866                   |               |           |
| Amsterdam–Utrecht–Arnheim                        | 1945                | 1435                |          | 1839–1847 | -1866                   |               |           |

### Norwegen
| Bahnstrecke              | Alte Spur- weite mm | Neue Spur- weite mm | Länge km | erbaut            | Neue Spur- weite (Jahr) | Still- legung | Bemerkung                                         |
| ------------------------ | ------------------- | ------------------- | -------- | ----------------- | ----------------------- | ------------- | ------------------------------------------------- |
| Trøndelag                |                     |                     |          |                   |                         |               |                                                   |
| Hamar–Trondheim          | 1067                | 1435                |          | 1877              | 1917–1941               |               | Rørosbanen Hedmark / Sör Trondelag                |
| Nord-Norge               |                     |                     |          |                   |                         |               |                                                   |
| Finneid–Sulitjelma       | 750                 | 1067                | 35,8     | 1891–1892         | 1912–1915               | 1972          | Sulitjelmabanen Nordland                          |
| Vestlandet               |                     |                     |          |                   |                         |               |                                                   |
| Stavanger–Egersund       | 1067                | 1435                | 74,7     | 1878              | 1944                    |               | Jærbanen Rogaland                                 |
| Egersund–Flekkefjord     | 1067                | 1435                | 17,14    | 1897–1904         | 1. Mai 1944             | 2002          | Flekkefjordbanen, Vest-Agder                      |
| Sørlandet                |                     |                     |          |                   |                         |               |                                                   |
| Grimstad–Rise            | 1067                | 1435                | 35,8     | 1907              | 1935                    | 1961          | Grimstadbanen Aust-Agder                          |
| Kristiansand–Grovane     | 1067                | 1435                | 20,4     | 26. November 1895 | 14. Mai 1938            |               | Setesdalsbanen, Vest-Agder, Teil der Sørlandsbane |
| Østlandet                |                     |                     |          |                   |                         |               |                                                   |
| Eidanger–Brevik          | 1067                | 1435                | 10,0     | 1895              | 1921                    |               | Brevikbanen Telemark                              |
| Oslo West–Drammen        | 1067                | 1435                | 42       | 1872              | 1920                    |               | Drammenbanen Oslo                                 |
| Krøderen–Vikersund       | 1067                | 1435                | 25,9     | 1872              | 1909                    |               | Krøderbanen Buskerud                              |
| Drammen–Randsfjord       | 1067                | 1435                | 89,5     | 1866              | 1909                    |               | Randsfjordbanen Buskerud/Oppland                  |
| Drammen–Vestfold – Skien | 1067                | 1435                | 148      | 1881–1882         | 1949                    |               | Vestfoldbanen Buskerud/Vestfold                   |
| Skoppum–Horten           | 1067                | 1435                | 7        | 1881              | 1949                    | 2002          | Hortenlinjen Vestfold                             |

### Österreich
| Bahnstrecke                        | Alte Spur- weite mm | Neue Spur- weite mm | Länge km | erbaut | Neue Spur- weite (Jahr) | Still- legung | Bemerkung                                    |
| ---------------------------------- | ------------------- | ------------------- | -------- | ------ | ----------------------- | ------------- | -------------------------------------------- |
| Niederösterreich                   |                     |                     |          |        |                         |               |                                              |
| Wieselburg an der Erlauf – Gresten | 760                 | 1435                | 23,8     | 1927   | 1998                    |               |                                              |
| Oberösterreich                     |                     |                     |          |        |                         |               |                                              |
| Freistadt – Summerau               | 1106                | 1435                | ~27,0    |        |                         |               | Bahnstrecke auf alter Pferdebahntrasse       |
| Lambach – Gmunden                  | 1106                | 1435                | 24,0     |        |                         |               | Bahnstrecke auf alter Pferdebahntrasse       |
| Linz-Urfahr – Pöstlingberg         | 1000                | 900                 | 2,9      | 1898   | 2009                    |               | Anschluss an das Netz der Linzer Straßenbahn |
| Steiermark                         |                     |                     |          |        |                         |               |                                              |
| Graz – Mariatrost                  | 1000                | 1435                | 5,3      |        | 1941                    |               |                                              |
| Grazer Märchenbahn                 | 500                 | 600                 | 2        | 1968   | 1997                    |               |                                              |
| Hieflau – Radmer – Neuhaus         | 830                 | 900                 | 12,8     | 1920   | 1967                    | 1979          | abgebaut, Waldbahn Radmer                    |

### Polen
| Bahnstrecke                                                 | Alte Spur- weite mm | Neue Spur- weite mm | Länge km | erbaut | Neue Spur- weite (Jahr) | Still- legung | Bemerkung                                      |
| ----------------------------------------------------------- | ------------------- | ------------------- | -------- | ------ | ----------------------- | ------------- | ---------------------------------------------- |
| Gryfice–Niechorze Greifenberg in Pommern–Horst-Seebad       | 750                 | 1000                | 36,4     | 1896   | 1905                    |               | Greifenberger Kleinbahn                        |
| Gryfice–Dargosław Greifenberg in Pommern–Dargislaff         | 750                 | 1000                | 20,4     | 1898   | 1905                    | 1996          | Greifenberger Kleinbahn                        |
| Ełk–Turowo / Zawady-Tworki Lyck–Thurowen / Sawadden         | 1000                | 750                 | 48       | 1913   | 1951                    |               | Lycker Kleinbahnen, 2001 teilweise stillgelegt |
| Koszalin–Manowo Köslin–Manow                                | 750                 | 1000                | 11,7     | 1898   | 1948                    |               | Köslin–Belgarder Bahnen                        |
| Rarwino–Lepino Trójkąt Rarfin–Leppin                        | 750                 | 1000                | 6,2      | 1909   | 1950                    | 1996          | Köslin–Belgarder Bahnen                        |
| Warszawa Stalowa – Radzymin Warschau–Radzymin               | 800                 | 750                 | 20,0     | 1897   | 1951                    | 1974          |                                                |
| Gniezno–Niechanowo Gnesen–Niechanowo                        | 900                 | 600                 |          | 1883   | 1896                    |               | Kreisbahn Witkowo                              |
| Gniezno Wąskotorowe–Anastazewo Gnesen Schmalspur–Anastazewo |                     | 750                 |          |        | 1957                    |               | Kreisbahn Witkowo                              |
| Olesno–Praszka Rosenberg OS–Praschka                        | 750                 | 1435                | 21,8     | 1895   | 1928                    | 1994          | Rosenberger Kreisbahn                          |
| Słupsk–Kępno Słupskie–Dargoleza Stolp–Kempen–Dargeröse      | 750                 | 1435                | 43,4     | 1897   | 1933                    | 1945          | Stolper Kreisbahn                              |
| Siecie–Smołdzino Zietzen–Schmolsin                          | 750                 | 1435                | 4,2      | 1902   | 1913                    | 1945          | Stolper Kreisbahn                              |
| Kępno–Komnino Kempen–Kuhnhof                                | 750                 | 1435                | 4,8      | 1897   | 1913/22                 | 1945          | 1913–1922 Dreischienengleis, Stolper Kreisbahn |
| Nasielsk–Sierpc                                             |                     | 1435                | 87,8     | 1916   | 1924                    |               |                                                |
| Jelenia Góra–Karkonosze Hirschberg-Riesengebirge            | 1435                | 1000                | 12,8     | 1897   | 1900                    |               | Hirschberger Talbahn                           |

- Droga Żelazna Warszawsko-Petersburska 1524 ⇒ 1435 mm
- Droga Żelazna Warszawsko-Terespolska 1524 ⇒ 1435 mm

### Portugal
| Bahnstrecke                                         | Alte Spur- weite mm | Neue Spur- weite mm | Länge km | erbaut  | Neue Spur- weite (Jahr) | Still- legung | Bemerkung                                          |
| --------------------------------------------------- | ------------------- | ------------------- | -------- | ------- | ----------------------- | ------------- | -------------------------------------------------- |
| Lissabon–Santarém–spanische Grenze (Linha do Leste) | 1435                | 1668                |          | 1853    |                         |               |                                                    |
| Linha do Sul                                        | 1435                | 1668                |          |         | 1864                    |               |                                                    |
| Linha de Guimarães, Porto-Trindade–Castêlo da Maia  | 1000                | 1435                | 26       | 1883/84 | 2005                    |               | ISMAI–Trofa abgebaut                               |
| Linha de Guimarães, Lousado–Guimarães               | 1000                | 1668                | 30.8     |         |                         |               | Vierschienengleis Trofa–Lousado Meterspur entfernt |

### Schweden
| Bahnstrecke                                   | Alte Spur- weite mm | Neue Spur- weite mm | Länge km | erbaut      | Neue Spur- weite (Jahr) | Still- legung | Eisenbahn- gesellschaft                         | Bemerkung |
| --------------------------------------------- | ------------------- | ------------------- | -------- | ----------- | ----------------------- | ------------- | ----------------------------------------------- | --- |
| Christinehamn–Sjöändan                        | 1099                | 1435                | 10,7     | 1850        | 1873                    |               | Christinehamns–Sjöändans Järnväg                | (Pferdebahn), ab 1858 Dampfbetrieb, 1873 von Östra Värmlands järnvägsaktiebolag gekauft, Teil der Inlandsbahn |
| Gammalkroppa–Nykroppa                         | 693                 | 792                 | 9,0      | 1852        | ?                       |               | Kroppa Jernvägs- och Sjö-transports-Actie-Bolag | (Pferdebahn), ab 1869 Dampfbetrieb |
| Gammalkroppa–Nykroppa                         | 792                 | 802                 | 9,0      | ?           | 1871                    |               | Kroppa Jernvägs- och Sjö-transports-Actie-Bolag | 1873 an Östra Värmlands järnvägsaktiebolag verkauft |
| Gammalkroppa–Nykroppa                         | 802                 | 1435                | 9,0      |             | 1873                    | 1964          | Östra Värmlands järnvägsaktiebolag              | 1873 von Östra Värmlands järnvägsaktiebolag gekauft, Teil der Inlandsbahn, Nykroppa–Herrhult in Betrieb. |
| Helsingborg–Råå–Ramlösa                       | 600                 | 1435                | 8,2      | 1891        | 1906                    | 1967          | Helsingborg-Råå-Ramlösa Järnväg (HRRJ)          | 1924 in die Helsingborger Straßenbahnen (Hälsingborgs stads spårvägar) integriert |
| Munkedals bruk–Munkedals nedre–Munkedals hamn | 600                 | 1435                | 5,6      | 1895        | 1952–1955               |               | Munkedals Järnväg (MJ)                          | Abschnitt Munkedal–Munkedals bruk wird von Statens Järnvägar als Anschlussbahn bedient. Abschnitt Munkedals nedre–Munkedals hamn Anfang der 1970er-Jahre eingestellt, ab 1983 vom Munkedals Jernvägsklubb übernommen und mit einer zusätzlichen dritten Schiene (Spurweite 600 mm) versehen, seit 1985 als Munkedals Jernväg nur noch auf dem Schmalspurgleis im Museumsbetrieb befahren |
| Vetlanda–Järnforsen/Pauliström                | 891                 | 1435                | 37       | 1906        | 1985–1987               |               | Statens Järnvägar (SJ)                          | Emådalsbanan – völliger Neubau mit Erweiterungen teilweise auf der alten, bis 1984 stillgelegten Strecke |
| Kalmar–Berga                                  | 891                 | 1435                | 77       | 1897        | 1973–1978               |               | Statens Järnvägar (SJ)                          | 14. November 1973: Kalmar–Sandbäckshult 9. Dezember 1977: Sandbäckshult–Ruda August 1978: Ruda–Högsby 24. Oktober 1978: Högsby–Berga |
| Gårdsjö–Mariestad                             | 891                 | 1435                | 39       | 1910        | 1961                    |               | Statens Järnvägar (SJ)                          | erbaut von Västergötland–Göteborgs järnvägsaktiebolag (VGJ), seit 1. Juli 1948 im Eigentum von SJ |
| Forshem–Mariestad                             | 891                 | 1435                | 27       | 1889        | 1962                    |               | Statens Järnvägar (SJ)                          | erbaut von Mariestad–Kinnekulle järnvägsaktiebolag (MKJ), seit 1. Juli 1948 im Eigentum von SJ |
| Gullspång–Torved                              | 891                 | 1435                | 20       | 1917        | 1963–1964               |               | Statens Järnvägar (SJ)                          | erbaut von Västergötland–Göteborgs järnvägsaktiebolag (VGJ), seit 1. Juli 1948 im Eigentum von SJ |
| Hästholmen–Ödeshög                            | 891                 | 1435                | 4        | 1888        | 1958                    | 1983          | Fågelsta-Vadstena-Ödeshögs Järnväg (FVÖJ)       | Abriss 1991 |
| Jönköping–Huskvarna                           | 600                 | 1435                | 2        | 1844        | 1935                    | ?             | Jönköping Gripenbergs Järnvägs Aktiebolag (JGJ) | Normalspurgleis wurde im Zuge der Stilllegung der 600 mm-Strecke der JGJ von SJ erbaut |
| Skövde–Gullhögen                              | 891                 | 1435                | 1,6      | 1904        | 1919                    |               | Skövde-Axvalls Järnväg (SAJ)                    | Dreischienengleis |
| Finspång–Kimstad                              | 891                 | 1435                | 23       | 1885        | 1960/1962               |               | Statens Järnvägar (SJ)                          | 1960: Kimstad–Skärblacka mit einer dritten Schiene auf Dreischienengleis erweitert 1962: Skärblacka–Finspång auf Normalspur umgebaut |
| Mönsterås–Sandbäckshult                       | 891                 | 1435                | 12       | 1902        | 1972                    |               | Statens Järnvägar (SJ)                          | erbaut von Mönsterås nya Järnvägsaktiebolag (MÅJ), seit 1940 im Eigentum von SJ |
| Motala–Holmsbruk                              | 891                 | 1435                | 2        | 1915        | 1960                    | 1996          | Mellersta Östergötlands Järnväg (MÖJ)           | Dreischienengleis |
| Ulricehamn–Vartofta                           | 891                 | 1435                | 37       | 1874        | 1906                    | 1986          | Ulricehamns Järnväg (UJ)                        | |
| Falköping–Uddagården                          | 891                 | 1435                |          | 1883        | 1955                    | 1981          | Falköping-Uddagårdens Järnväg (FUJ)             | |
| Forshem–Lidköping                             | 891                 | 1435                |          | 1897–1898   | 1954                    |               | Statens Järnvägar (SJ)                          | erbaut von Kinnekulle–Lidköpings järnvägsaktiebolag (KiLJ), seit 1. Juli 1948 im Eigentum von SJ |
| Lidköping–Håkantorp                           | 891                 | 1435                |          | 1877        | 1953                    |               | Statens Järnvägar (SJ)                          | erbaut von Lidköping–Håkantorps järnvägsaktiebolag (HLJ), seit 1. Juli 1948 im Eigentum von SJ |
| Långängstorp–Stocksund                        | 1435                | 891                 | 1,2      | 1915        | 1934                    | 1966          | Stockholm–Roslagens Järnvägar (SRJ)             | |
| Skara–Gössäter                                | 891                 | 1435                | 27       | 1887        | 1953                    | 1984          | Statens Järnvägar (SJ)                          | erbaut von Skara–Kinnekulle–Vänerns Järnvägsaktiebolag (SKVJ), seit 1. Juli 1948 im Eigentum von SJ |
| Pferdestraßenbahn Göteborg                    | 1000                | 1435                |          | 1889        | 1902                    |               |                                                 | Straßenbahn Göteborg |
| Kristianstad–Sölvesborg                       | 1067                | 1435                | 0,6      | 1874        | 1954                    |               | Sölvesborg-Kristianstads Järnväg (SCJ)          | |
| Sölvesborg–Karlshamn                          | 1067                | 1435                | 31       | 1886        | 1954                    |               | Västra Blekinge Järnväg (VBlJ)                  | |
| Karlshamn–Karlskrona                          | 1067                | 1435                | 70       | 1889        | 1957                    |               | Mellersta Blekinge Järnväg (MBlJ)               | |
| Borås–Herrljunga                              | 1217                | 1435                | 42       | 1863        | 1898                    |               | Borås-Herrljunga Järnväg (BHJ)                  | |
| Uddevalla–Vänersborg – Herrljunga             | 1217                | 1435                | 92       | 1867        | 1899                    |               | Uddevalla-Vänersborg-Herrljunga Järnväg (UVHJ)  | |
| Bredsjö–Hjulsjö                               | 742                 | 802                 | 7        | 1886        | 1894                    | 1977          | Bredsjö–Grängens Trafikaktiebolag               | Pferdebahn |
| Bredsjö–Grängen                               | 802                 | 1435                | 15       | 1894        | 1907                    | 1977          | Nora Bergslags Järnvägsaktiebolag               | |
| Dannemora–Hargshamn                           | 891                 | 1435                | 39       | 1876        | 1961–1970               |               | Statens Järnvägar (SJ)                          | erbaut von Dannemora–Hargs Järnvägsaktiebolag (HLJ), seit 1. Juli 1951 im Eigentum von SJ, 1961 wurde das normalspurige Anschlussgleis von Örbyhus bei Dannemora mit der Schmalspurstrecke verbunden und diese mit Dreischienengleis bis Gimo ausgerüstet, am 3. August 1970 Wiedereröffnung nach Umspurung des Abschnittes Gimo–Hargshamn, Abbau der dritten Schiene                    |
| Örebro–Skebäck                                | 891                 | 1435                | 4,1      | 1904        | 1908                    | 1951          | Örebro-Skebäcks Järnväg (ÖSkbJ)                 | Dreischienengleis von 1908 bis 1951, Schmalspurschiene abgebaut, Normalspur durch SJ in Betrieb |
| Karlstad–Skoghall                             | 891                 | 1435                | 9        | 1915        | 1937                    |               | Karlstad-Skoghalls Järnväg (KSJ)                | Dreischienengleis, |
| Ängelsberg–Kärrgruvan                         | 1188                | 1435                | 18       | 1856        | 1876                    |               | Norbergs Järnväg (NJ)                           | teilweise neue Streckenführung |
| Grängen–Striberg                              | 802                 | 1435                | 28,2     | 1887        | 1907                    | 1979          | Nora Bergslags Järnvägsaktiebolag               | |
| Näs–Västanhede                                | 891                 | 1435                | 8        | 1876        | 1921                    |               | Näs-Morshyttans Järnväg (NMJ)                   | |
| Åbydal–Norrsundet                             | 891                 | 1435                | 6,6      | 1895        | 1971                    |               | Ockelbo-Norrsundets Järnväg (ONJ)               | |
| Åtvidaberg–Västervik                          | 891                 | 1435                | 77       | August 1879 | 1964                    |               | Statens Järnvägar (SJ)                          | erbaut von Norsholm–Västervik–Hultsfreds Järnvägar (NVHJ), seit 1949 im Eigentum von SJ, Teilstrecke der Bahnstrecke Bjärka Säby–Västervik |
| Sundsvall–Torpshammar                         | 1067                | 1435                | 57       | 1874        | 1886                    |               | Statens Järnvägar (SJ)                          | erbaut von Sundsvall-Torpshammars Järnväg (STJ), seit 1885 im Eigentum von SJ, Teilstrecke der Bahnstrecke Sundsvall–Storlien |
| Matfors–Vattjom                               | 1067                | 1435                | 4        | 1875        | 1920                    | 1967          | Tuna Järnvägsaktiebolag                         | Betriebseröffnung in Normalspur am 16. Januar 1920, Personenverkehr zwischen Matfors und Vattjom am 15. Oktober 1931 eingestellt, am 12. Oktober 1931 Einstellung des Güterverkehrs zwischen Matfors und Runsvik, Streckenteil 1934 abgebaut. Güterverkehr zwischen Matfors und Vattjom durch die SJ bis zum 1. Februar 1967.                                                            |
| Söderhamn–Bergviken                           | 1217                | 1435                | 15       | 1861        | 1886                    |               | Söderhamns Järnväg                              | 1885 von Statens Järnvägar gekauft, durch die auf Teilen der Strecke erbaute neue Strecke Kilafors–Söderhamn–Stugsund ersetzt. |
| Hudiksvall–Näsviken                           | 1217                | 1435                | ~ 15     | 1860        | 1887                    |               | Hudiksvalls Järnväg (HJ)                        | 1887 von Statens Järnvägar gekauft, umgespurt und teilweise neu trassiert. 1888 in Normalspur in Betrieb genommen. |

### Schweiz
| Bahnstrecke                     | Alte Spur- weite mm | Neue Spur- weite mm | Länge km | erbaut  | Neue Spur- weite (Jahr) | Still- legung | Bemerkung                                                                             |
| ------------------------------- | ------------------- | ------------------- | -------- | ------- | ----------------------- | ------------- | ------------------------------------------------------------------------------------- |
| Luzern Obergrund – Kupferhammer | 1435                | 1000                |          | 1886    | 1899–1900               | 1961          | Übernahme von Kriens-Luzern-Bahn für Strassenbahn Luzern                              |
| Tramnetz Zürich                 | 1435                | 1000                | 8,6      | ab 1882 | 1900                    |               | Strassenbahn Zürich                                                                   |
| Tramnetz der TS Genf            | 1435                | 1000                | 15,4     | ab 1877 | 1901–1902               |               | Strassenbahn Genf                                                                     |
| Bözingen – Biel – Nidau         | 1435                | 1000                | 4,7      | 1877    | 1902                    | 1948          | Strassenbahn Biel                                                                     |
| Wohlen – Bremgarten West        | 1435                | 1000                | 7,0      | 1876    | 1912                    |               | Bremgarten-Dietikon-Bahn, 1912–2016 Dreischienengleis für normalspurigen Güterverkehr |
| Glovelier – Saignelégier        | 1435                | 1000                | 24,9     | 1904    | 1953                    |               | Normalspurbetrieb 1948 eingestellt                                                    |
| Rheinecker Verbindungsbahn      | 1435                | 1200                | 0,8      | 1909    | 1958                    |               | seither Teil der Bergbahn Rheineck–Walzenhausen                                       |
| Reinach Nord – Menziken         | 1435                | 1000                | 1,9      | 1887    | 2002                    |               | seither Teil der Wynental- und Suhrentalbahn                                          |
| Aarau – Suhr                    | 1435                | 1000                | 4,2      | 1877    | 2010                    |               | seither Teil der Wynental- und Suhrentalbahn                                          |
| Bulle – Broc                    | 1000                | 1435                | 5,4      | 1912    | 2022                    |               |                                                                                       |
| Liestal – Waldenburg            | 750                 | 1000                | 13,1     | 1880    | 2022                    |               |                                                                                       |

### Slowakei
| Bahnstrecke                      | Alte Spur- weite mm | Neue Spur- weite mm | Länge km | erbaut | Neue Spur- weite (Jahr) | Still- legung | Bemerkung |
| -------------------------------- | ------------------- | ------------------- | -------- | ------ | ----------------------- | ------------- | --------- |
| Hronská Dúbrava–Banská Štiavnica | 1000                | 1435                | 19,7     | 1873   | 1949                    |               |           |

### Spanien
| Bahnstrecke        | Alte Spur- weite mm | Neue Spur- weite mm | Länge km | erbaut | Neue Spur- weite (Jahr) | Still- legung | Bemerkung                                                 |
| ------------------ | ------------------- | ------------------- | -------- | ------ | ----------------------- | ------------- | --------------------------------------------------------- |
| Málaga–Fuengirola  | 1000                | 1668                |          |        |                         |               | Schmalspurbahn                                            |
| Palma–Empalme      | 914                 | 1000                |          |        |                         |               | Serveis Ferroviaris de Mallorca                           |
| Madrid–Ciudad Real | 1668                | 1435                |          |        | 1992                    |               | ersetzt durch Schnellfahrstrecke Madrid-Sevilla           |
| Algodor–Toledo     | 1668                | 1435                | 20       |        | 2005                    |               | neu abzweigend von Schnellfahrstrecke Madrid-Sevilla      |
| Tardienta–Huesca   | 1668                | 1668 1435           | 25       |        | 2003                    |               | Dreischienengleis                                         |
| Gijón–Laviana      | 1435                | 1000                | 64       | 1855   | 1983                    |               | Ferrocarril de Langreo                                    |
| Oviedo–Trubia      | 1668                | 1000                | 12       | 1883   | 1999                    |               | Ersatz für stillgelegte Strecke Oviedo – Fuso de la Reina |

Weitere Umspurungen auf Regelspur sind geplant, Antequera-Santa Ana – Granada ist im Bau.

### Tschechien
| Bahnstrecke                | Alte Spur- weite mm | Neue Spur- weite mm | Länge km | erbaut | Neue Spur- weite (Jahr) | Still- legung | Bemerkung |
| -------------------------- | ------------------- | ------------------- | -------- | ------ | ----------------------- | ------------- | --------- |
| Prag, Petřín-Standseilbahn | 1000                | 1435                | 0,4      | 1891   | 1932                    |               |           |

### Ungarn
| Bahnstrecke                                 | Alte Spur- weite mm | Neue Spur- weite mm | Länge km | erbaut | Neue Spur- weite (Jahr) | Still- legung | Bemerkung                                 |
| ------------------------------------------- | ------------------- | ------------------- | -------- | ------ | ----------------------- | ------------- | ----------------------------------------- |
| Debrecen-Fatelep–Nyírmártonfalva–Nyírbéltek | 950                 | 760                 | 49       | 1892   | 1960–1961               |               | Waldbahn Debrecen (Zsuzsi Erdei Kisvasút) |

### Belarus
| Bahnstrecke                                          | Alte Spur- weite mm | Neue Spur- weite mm | Länge km | erbaut | Neue Spur- weite (Jahr) | Still- legung | Bemerkung     |
| ---------------------------------------------------- | ------------------- | ------------------- | -------- | ------ | ----------------------- | ------------- | ------------- |
| Waparejewa – Glibokaje (Глыбо́кае)                    |                     |                     | ~ 35     | 1897   | 1919                    |               |               |
| Glibokaje (Глыбо́кае) – Karalewtschina (Каралеўшчына) |                     |                     | ~ 22     | 1897   | 1915                    |               | 1435 + 600 mm |

## Amerika

### Kanada
- Die Eisenbahn der Prinz-Edward-Insel hat ihr mit einer Spurweite von 1067 mm erbautes Netz nach dem Beitritt zu Kanada bis zum Jahr 1930 auf Normalspur umgebaut.
- Das Streckennetz der New Brunswick Railway wurde 1881 ebenfalls von 1067 mm auf Normalspur umgespurt.
- Der „Windsor-Ast“ der Nova Scotia Railway wurde 1875 von 1676 mm auf Normalspur umgespurt (Windsor and Annapolis Railway).
- Die Hauptstrecke der ehemaligen European and North American Railway, Vanceboro – Point du Chene (319 km), wurde 1872 östlich von St. John und 1877 westlich von St. John von 1676 mm auf Normalspur umgebaut.
- Lake Champlain and St. Lawrence Junction Railway in Quebec 1067 mm ⇒ 1435 mm (1879–1881)

### USA
| Bahnstrecke                                                        | Alte Spur- weite mm | Neue Spur- weite mm | Länge km | erbaut    | Neue Spur- weite (Jahr) | Still- legung | Bemerkung                                                              |
| ------------------------------------------------------------------ | ------------------- | ------------------- | -------- | --------- | ----------------------- | ------------- | ---------------------------------------------------------------------- |
| Alaska                                                             |                     |                     |          |           |                         |               |                                                                        |
| Fairbanks – Nenana                                                 | 914                 | 1435                | 94       | 1905–1919 | 1923                    |               |                                                                        |
| Hawaii                                                             |                     |                     |          |           |                         |               |                                                                        |
| Hawaiian Agricultural Company Railroad                             | 610                 | 914                 | ca. 10   | 1880      | ?                       | stillgelegt   |                                                                        |
| New Jersey                                                         |                     |                     |          |           |                         |               |                                                                        |
| West Orange                                                        | 2438                | 1435                | 2,5      | 1892      | 1906                    | 1914          | Bergbahnen am Orange Mountain, elektrifiziert mit 550 V Gleichspannung |
| Kalifornien                                                        |                     |                     |          |           |                         |               |                                                                        |
| San Diego Electric Railway                                         | 1067                | 1435                |          | 1892      | 1898                    | 1949          | elektrifiziert mit 600 V Oberleitung                                   |
| Maine                                                              |                     |                     |          |           |                         |               |                                                                        |
| Portland – Bangor                                                  | 1676                | 1435                | 176,5    | 1849–1855 | 1871                    |               |                                                                        |
| Bahnstrecke Bangor – Bucksport                                     | 1676                | 1435                | 31,1     | 1874      | 1877                    |               | 1. Umspurung                                                           |
| Bahnstrecke Bangor – Bucksport                                     | 1435                | 914                 | 31,1     |           | 1880                    |               | 2. Umspurung                                                           |
| Bahnstrecke Bangor – Bucksport                                     | 914                 | 1435                | 31,1     |           | 1883                    |               | 3. Umspurung                                                           |
| Grenze zu New Hampshire bei Gilead – Portland/Maine                | 1676                | 1435                | ca. 130  | 1846–1851 | 1873                    |               |                                                                        |
| Bangor – Vanceboro                                                 | 1676                | 1435                | 185      | 1868–1871 | 1877                    |               |                                                                        |
| Grenze zu Kanada – Caribou                                         | 1067                | 1435                | ca. 20   | 1875–1876 | 1881                    | 1996          |                                                                        |
| New Hampshire                                                      |                     |                     |          |           |                         |               |                                                                        |
| Straßenbahn Concord (New Hampshire)                                | 914                 | 1435                |          | 1881      | 1902                    | 1933          |                                                                        |
| Straßenbahn Laconia                                                | 914                 | 1435                |          | 1882      | 1903                    | 1915          |                                                                        |
| Straßenbahn Manchester (New Hampshire)                             | 914                 | 1435                |          | 1877      | 1895                    | 1940          |                                                                        |
| Grenze zu Vermont bei North Stratford – Grenze zu Maine bei Gilead | 1676                | 1435                | ca. 90   | 1851–1853 | 1873                    |               |                                                                        |
| Bahnstrecke Bethlehem Junction–Bethlehem                           | 914                 | 1435                | 5,5      | 1881      | 1896                    | 1924          | Profile and Franconia Notch Railroad                                   |
| Bahnstrecke Bethlehem Junction–Profile House                       | 914                 | 1435                | 15,5     | 1879      | 1896                    | 1921          | Profile and Franconia Notch Railroad                                   |
| New Jersey                                                         |                     |                     |          |           |                         |               |                                                                        |
| Straßenbahn Orange                                                 | 1588                | 1435                |          | 1887      | 1898/99                 | 1929          |                                                                        |
| New York                                                           |                     |                     |          |           |                         |               |                                                                        |
| Cooperstown – Milford, New York-Colliersville                      | 1829                | 1435                | 25,6     | 1869      | 1876                    |               | Cooperstown and Charlotte Valley Railroad                              |
| Vermont                                                            |                     |                     |          |           |                         |               |                                                                        |
| Grenze zu New Hampshire bei North Stratford – Grenze zu Kanada     | 1676                | 1435                | ca. 60   | 1853      | 1873                    |               |                                                                        |

In den Südstaaten war zu Anfang die Breitspur von 1524 mm (5 englische Fuß) weit verbreitet. Bei der Umstellung auf Normalspur wurde auf Einspruch und Verlangen der Pennsylvania Railroad, die eine geringfügig von der Normalspur abweichende Spurweite von 4 ft, 9 in (1448 mm) benutzte, beschlossen, dieses Maß statt des üblichen englischen Maßes von 4 ft, 8,5 in (1435 mm) zu verwenden.
Am Montag, dem 31. Mai 1886 wurde dann innerhalb von 36 Stunden von zehntausenden Arbeitern jeweils die westliche Schiene der Breitspurgleise um 76 mm nach innen versetzt. Gleichzeitig erfolgte nach langer Vorbereitung an vielen Stellen auch das Umspuren der Radsätze mit Anpassung der Bremsen an den Fahrzeugen.
| Eisenbahngesellschaft                                                                    | Bundesstaat            | Start Jahr | Ende Jahr | Bemerkung                                                             |
| ---------------------------------------------------------------------------------------- | ---------------------- | ---------- | --------- | --------------------------------------------------------------------- |
| Altoona and Beech Creek Railroad                                                         | Pennsylvania           | 1891       | 1916      | auf Normalspur umgebaut                                               |
| Anniston and Atlantic Railroad                                                           | Alabama                | 1884       | 1890      | auf Normalspur umgebaut                                               |
| Arizona and New Mexico Railway                                                           | Arizona, New Mexico    | 1883       | 1901      | auf Normalspur umgebaut                                               |
| Arkansas Central Railway, dann Arkansas Midland Railroad                                 | Arkansas               | 1872       | 1887      | auf Normalspur umgebaut                                               |
| Batesville and Brinkley Railroad                                                         | Arkansas               | 1882       | 1888      | auf Normalspur umgebaut                                               |
| Coronado Railroad                                                                        | Arizona                | 1879       | 1932      | 457 mm Spurweite, später 914 mm                                       |
| Cotton Plant Railroad                                                                    | Arkansas               | 1879       | 1882      | 1067 mm bis 1881, ging zur Batesville and Brinkley Railroad           |
| Easy and West Railroad of Alabama                                                        | Alabama, Georgia       | 1871       | 1890      | auf Normalspur umgebaut                                               |
| Fulton County Narrow Gauge Railway                                                       | Illinois               | 1880       | 1905      | auf Normalspur umgebaut                                               |
| Hot Springs Branch Railroad                                                              | Arkansas               | 1875       | 1889      | auf Normalspur umgebaut                                               |
| Jacksonville, St. Augustine and Halifax River Railway, später Florida East Coast Railway | Florida                | 1883       |           | 1890 auf Normalspur umgebaut                                          |
| Magma Arizona Railroad                                                                   | Arizona                | 1914       | 1923      | auf Normalspur umgebaut                                               |
| Maryland Central Railroad, dann Baltimore and Lehigh Railroad                            | Maryland, Pennsylvania | 1882       | 1900      | auf Normalspur umgebaut; wurde zur Maryland and Pennsylvania Railroad |
| Montgomery Southern Railway                                                              | Alabama                | 1882       | 1889      | auf Normalspur umgebaut                                               |
| Montrose Railway                                                                         | Pennsylvania           | 1872       | 1903      | auf Normalspur umgebaut                                               |
| Oregonian Railway                                                                        | Oregon                 | 1878       | 1893      | ging an die Southern Pacific; auf Normalspur umgebaut                 |
| Talladega and Coosa Valley Railroad                                                      | Alabama                | 1884       | 1889      | auf Normalspur umgebaut                                               |
| Seaboard Railway of Alabama, dann Tombigbee and Northern Railway                         | Alabama                | 1891       | 1904      | auf Normalspur umgebaut                                               |
| Tonopah Railroad                                                                         | Nevada                 | 1904       | 1905      | auf Normalspur umgebaut                                               |
| Waynesburg and Washington Railroad                                                       | Pennsylvania           | 1877       | 1944      | auf Normalspur umgebaut                                               |

- Die South Pacific Coast Railroad, die von der Southern Pacific Railroad übernommen wurde, bekam Normalspur im Jahr 1909.
- Oregon, Portland, Willamette Shore Trolley, Umspurung von Schmal- auf Normalspur.

### Barbados
Die Strecke Bridgetown–Belleplaine der Barbados Railway wurde 1881 in 1067 mm gebaut und 1896–1898 auf 762 mm umgespurt. 1937 wurde die Bahn wegen Sicherheitsmängeln geschlossen.

### Guatemala
Die in Meterspur gebaute Strecke San José–Guatemala-Stadt wurde 1890 auf 914 mm umgespurt.

### Panama
Die Spurweite in Panama war ursprünglich 1524 mm, wurde bei Neubau im Jahr 2000 aber durch Regelspur mit 1435 mm ersetzt.

### Peru
Die Bahnstrecke von Huancayo nach Huancavelica wurde im Jahr 2009 auf einer Länge von 147 km von 914 auf 1435 mm umgespurt.

### Argentinien
Die ursprünglich in der in Argentinien weit verbreiteten Spurweite 1676 mm gebaute Vorortstrecke von Buenos Aires zwischen Maipú und Delta („Tren de la Costa“) wurde 1995 in Regelspur von 1435 mm neu gebaut.

### Chile
Die anfänglich in 760 mm Spurweite betriebene Ferrocarril de Antofagasta a Bolivia wurde zwischen 1916 und 1928 auf Meterspur umgebaut.

## Afrika

### Demokratische Republik Kongo
| Bahnstrecke        | Alte Spur- weite mm | Neue Spur- weite mm | Länge km | erbaut    | Neue Spur- weite (Jahr) | Still- legung | Bemerkung |
| ------------------ | ------------------- | ------------------- | -------- | --------- | ----------------------- | ------------- | --- |
| Matadi–Kinshasa    | 765                 | 1067                | 336      | 1896      | 1932                    |               | Quelle: Matadi-Kinshasa-Bahn, auch Dreischienengleise |
| Kongolo–Kindu      | 1000                | 1067                | 420      | 1905–1909 | 1956                    |               | Quelle: Blanchart, vol. III (Anschluss an das kapspurige Bahnnetz des südlichen Afrikas; die nicht mit dem Rest des Netzes verbundene Strecke Stanleyville-Ponthierville wurde in Meterspur belassen.) |
| Kongolo–Kabalo     | 1000                | 1067                | 117      | 1937      | 1956                    |               | Quelle: Blanchart, vol. III |
| Kabalo–Albertville | 1000                | 1067                | 273      | 1911–1915 | 1956                    |               | Quelle: Blanchart, vol. III |
| Boma–Tshela        | 610                 | 600                 | 140      | 1899–1912 | 1932/1938               | 1984          | Société des Chemins de Fer Vicinaux du Mayumbe. 1932 Umspurung Boma–Lukula und 1938 Lukula–Tshela. |

### Eritrea
| Bahnstrecke    | Alte Spur- weite mm | Neue Spur- weite mm | Länge km | erbaut | Neue Spur- weite (Jahr) | Still- legung | Bemerkung                  |
| -------------- | ------------------- | ------------------- | -------- | ------ | ----------------------- | ------------- | -------------------------- |
| Massaua–Asmara | 750                 | 950                 |          | 1887   | 1900                    |               | Schienenverkehr in Eritrea |

### Marokko
Verschiedene Schmalspurbahnen wurden durch die Normalspur ersetzt.

### Nigeria
| Bahnstrecke                   | Alte Spur- weite mm | Neue Spur- weite mm | Länge km | erbaut  | Neue Spur- weite (Jahr) | Still- legung | Bemerkung                    |
| ----------------------------- | ------------------- | ------------------- | -------- | ------- | ----------------------- | ------------- | ---------------------------- |
| Jos zur 1067-mm-Bahn in Zaire | 762                 | 1067                | 184      | 1912/14 | 1927                    | 1957          | Quelle: Bauchi Light Railway |

## Asien

### Bangladesch
| Bahnstrecke                  | Alte Spur- weite mm | Neue Spur- weite mm | Länge km | erbaut | Neue Spur- weite (Jahr) | Still- legung | Bemerkung |
| ---------------------------- | ------------------- | ------------------- | -------- | ------ | ----------------------- | ------------- | --------- |
| Kaunia–Dharlla State Railway | 762                 | 1000                |          | 1881   | 1901                    |               |           |

### China
| Provinz         | Bahnstrecke          | Alte Spur- weite mm | Neue Spur- weite mm | Länge km | erbaut | Neue Spur- weite (Jahr) | Still- legung | Bemerkung |
| --------------- | -------------------- | ------------------- | ------------------- | -------- | ------ | ----------------------- | ------------- | --------- |
| Hebei, Shanxi   | Shijiazhuang–Taiyuan | 1000                | 1435                |          | ~1900  | ~1940                   |               |           |
| Jiangsu, Shanxi | Datong–Pukou         | 1000                | 1435                |          | 1933   | ~1940                   |               |           |
| Sichuan         | Shixi–Huangcunjing   | 600                 | 762                 | 19,84    | 1959   | 1960                    |               |           |

### Indien
- Ein Großteil des Schmalspurnetzes (610, 762 und 1000 mm) wurde und wird der indischen Breitspur angeglichen (Project Unigauge). Ausnahmen sind 5 Bahnlinien, die dem Weltkulturerbe zugeordnet werden.
- Stand der Umspurung  bzw.
- Buchstabe hinter dem Ortsnamen: Anfangsbuchstabe des Staates (mitunter ist die Strecke bundesstaatübergreifend)
- iU = in Umspurung begriffen

| Bahnstrecke                                             | Alte Spur- weite mm        | Neue Spur- weite mm        | Länge km                   | erbaut                     | Neue Spur- weite (Jahr)    | Still- legung              | Bemerkung                                 |                            |                            |                            |
| Bundesstaat Andhra Pradesh                              | Bundesstaat Andhra Pradesh | Bundesstaat Andhra Pradesh | Bundesstaat Andhra Pradesh | Bundesstaat Andhra Pradesh | Bundesstaat Andhra Pradesh | Bundesstaat Andhra Pradesh | Bundesstaat Andhra Pradesh                | Bundesstaat Andhra Pradesh | Bundesstaat Andhra Pradesh | Bundesstaat Andhra Pradesh |
| ------------------------------------------------------- | -------------------------- | -------------------------- | -------------------------- | -------------------------- | -------------------------- | -------------------------- | ----------------------------------------- | -------------------------- | -------------------------- | -------------------------- |
| Guntakal (A) – Kalluru (A)                              | 1000                       | 1676                       |                            |                            | 2009                       |                            | [ 7 ]                                     |                            |                            |                            |
| Bundesstaat Assam                                       |                            |                            |                            |                            |                            |                            |                                           |                            |                            |                            |
| Rangapara North (A) – Tezpur (A)                        | 1000                       | 1676                       | 27                         |                            | 2014                       |                            |                                           |                            |                            |                            |
| Balipara () – Bhalukpong (Ap)                           | 1000                       | 1676                       | 34                         |                            | iU                         |                            |                                           |                            |                            |                            |
| Rangiya (A) – Rangapara (A) – Murkeongs ()              | 1000                       | 1676                       | 449                        |                            | geplant                    |                            |                                           |                            |                            |                            |
| Lumding (A) – Badarpur Railway Town (A) – Agartala (Tr) | 1000                       | 1676                       | 404                        |                            | geplant                    |                            |                                           |                            |                            |                            |
| Bundesstaat Bihar                                       |                            |                            |                            |                            |                            |                            |                                           |                            |                            |                            |
| Bakhtiarpur (B) – Rajgir (B)                            | 762                        | 1676                       |                            | 1903                       | 1961                       |                            | Bakhtiarpur–Bihar Light Railway           |                            |                            |                            |
| Arrah (B) – Sasaram (B)                                 | 762                        | 1676                       |                            | 1911                       | 2006                       | 1978                       | Arrah–Sasaram Light Railway, neu gebaut   |                            |                            |                            |
| Fatuha (B) – Islampur (B)                               | 762                        | 1676                       |                            | 1922                       | 2003                       | 1987                       | Futwah–Islampur Light Railway, neu gebaut |                            |                            |                            |
| Howrah (B) – Amta (B)                                   | 610                        | 1676                       |                            | 1898                       | 2003                       | 1971                       | Howrah–Amta Light Railway, neu gebaut     |                            |                            |                            |
| Chhapra (B) – Aunrihar (U)                              |                            | 1676                       |                            |                            | 1990                       |                            |                                           |                            |                            |                            |
| Sitamarhi (B) – Bairgania (B)                           |                            | 1676                       |                            |                            | 2011                       |                            |                                           |                            |                            |                            |
| Kaithar () – Tejnarayanpur ()                           |                            | 1676                       |                            |                            | 2011                       |                            |                                           |                            |                            |                            |
| Katihar (B) – Manihari (B)                              |                            | 1676                       |                            |                            | 2011                       |                            |                                           |                            |                            |                            |
| Muzaffarpur (B) – Sitamarhi (B)                         |                            | 1676                       | 64                         |                            | 2014                       |                            |                                           |                            |                            |                            |
| Raxaul (B) – Chauradanoa ()                             | 1000                       | 1676                       | 24                         |                            | iU                         |                            |                                           |                            |                            |                            |
| Narkatiaganj (B) – Raxaul (B)                           | 1000                       | 1676                       | 40                         |                            | geplant                    |                            |                                           |                            |                            |                            |
| Thawe () – Siwan (B)                                    | 1000                       | 1676                       | 28                         |                            | geplant                    |                            |                                           |                            |                            |                            |
| Hathua (B) – Bathua Bazar ()                            | 1000                       | 1676                       | 21                         |                            | geplant                    |                            |                                           |                            |                            |                            |
| Thawe () – Chhapra (B)                                  | 1000                       | 1676                       | 105                        |                            | geplant                    |                            |                                           |                            |                            |                            |
| Sakri (M) – Jhanjharpur (B) – Nirmali (B)               | 1000                       | 1676                       | 51                         |                            | geplant                    |                            |                                           |                            |                            |                            |
| Jhanjharpur (B) – Laukaha (B)                           | 1000                       | 1676                       | 43                         |                            | geplant                    |                            |                                           |                            |                            |                            |
| Saharsa (B) – Tharbitia () – Forbesganj (B)             | 1000                       | 1676                       | 112                        |                            | geplant                    |                            |                                           |                            |                            |                            |
| Dauram Madhepura () – Purnia (B)                        | 1000                       | 1676                       | 78                         |                            | geplant                    |                            |                                           |                            |                            |                            |
| Bundesstaat Chhattisgarh                                |                            |                            |                            |                            |                            |                            |                                           |                            |                            |                            |
| Abhanpur (C) – Rajim (C)                                | 762                        | 1676                       | 16,55                      |                            | geplant                    |                            |                                           |                            |                            |                            |
| Raipur (C) – Dhamtari (C)                               | 610/762                    | 1676                       | 72,89                      |                            | geplant                    |                            |                                           |                            |                            |                            |
| Bundesstaat Gujarat                                     |                            |                            |                            |                            |                            |                            |                                           |                            |                            |                            |
| Dabhoi (G) – Miyagam Karjan ()                          | 762                        | 1676                       | 33                         |                            |                            |                            |                                           |                            |                            |                            |
| Dabhoi – Chandod ()                                     | 762                        | 1676                       | 17                         |                            |                            |                            |                                           |                            |                            |                            |
| Dabhoi – Chhuchhapura () – Bodeli (G)                   | 762                        | 1676                       | 25                         |                            |                            |                            |                                           |                            |                            |                            |
| Dabhoi – Chhuchhapura – Tankhala                        | 762                        | 1676                       | 53                         |                            |                            |                            |                                           |                            |                            |                            |
| Ambliyasan () – Vijapur (G) – Adraj Moti ()             | 610/762                    | 1676                       | 81,66                      |                            | geplant                    |                            |                                           |                            |                            |                            |
| Kosamba (G) – Umarpada (G)                              | 762                        | 1676                       | 61,46                      |                            | geplant                    |                            |                                           |                            |                            |                            |
| Samni () – Pratapnagar (Bangla D ?)                     | 610/762                    | 1676                       | 75,06                      |                            | geplant                    |                            |                                           |                            |                            |                            |
| Bilimora (G) – Waghai (G)                               | 762                        | 1676                       | 62,67                      |                            | geplant                    |                            |                                           |                            |                            |                            |
|                                                         | 762                        | 1000                       |                            | 1890                       | 1905                       |                            | Morvi Railway                             |                            |                            |                            |
| Mehsana (G) – Viramgamj ()                              |                            | 1676                       |                            |                            | 1990                       |                            |                                           |                            |                            |                            |
| Bharuch (G) – Samni () -Dahej (G)                       |                            | 1676                       |                            |                            | 2011                       |                            |                                           |                            |                            |                            |
| Bodeli (G) – Chottaudepur ()                            |                            | 1676                       |                            |                            | 2011                       |                            |                                           |                            |                            |                            |
| Ankleshwar (G) – Rajpipla (G)                           |                            | 1676                       | 63                         |                            | 2014                       |                            |                                           |                            |                            |                            |
| Himmatnagar (G) – Khed Brahma ()                        | 1000                       | 1676                       | 55                         |                            | geplant                    |                            |                                           |                            |                            |                            |
| Mehsana (G) – Taranga Hill ()                           | 1000                       | 1676                       | 57                         |                            | geplant                    |                            |                                           |                            |                            |                            |
| Veraval (G) – Visavadar (G) – Khijadiya, Gujarat (G)    | 1000                       | 1676                       | 164                        |                            | geplant                    |                            |                                           |                            |                            |                            |
| Junagadh (G) – Visavadar (G)                            | 1000                       | 1676                       | 42                         |                            | geplant                    |                            |                                           |                            |                            |                            |
| Talala () – Kodinar (G)                                 | 1000                       | 1676                       | 46                         |                            | geplant                    |                            |                                           |                            |                            |                            |
| Prachi Road () – Delvada (G)                            | 1000                       | 1676                       | 51                         |                            | geplant                    |                            |                                           |                            |                            |                            |
| Bundesstaat Haryana                                     |                            |                            |                            |                            |                            |                            |                                           |                            |                            |                            |
| Delhi – Rewari (H)                                      |                            | 1676                       |                            |                            | 1990                       |                            |                                           |                            |                            |                            |
| Bundesstaat Himachal Pradesh                            |                            |                            |                            |                            |                            |                            |                                           |                            |                            |                            |
| Kalka (H) – Shimla (HP)                                 | 762                        | ---                        | 94,33                      | 1903                       |                            |                            | Kalka-Shimla Railway                      |                            |                            |                            |
| Pathankot (P) – Joginder Nagar (HP)                     | 762                        | ---                        | 164                        | 1928/29                    |                            |                            | Kangra Valley Railway                     |                            |                            |                            |
| Pathankot (P) – Dharamshala (H) – Joginder Nagar (H)    | 762                        | 1676                       | 164,01                     |                            | geplant                    |                            |                                           |                            |                            |                            |
| Bundesstaat Karnataka                                   |                            |                            |                            |                            |                            |                            |                                           |                            |                            |                            |
| Anandapuram (AP) – Talguppa (K)                         |                            | 1676                       |                            |                            | 2011                       |                            |                                           |                            |                            |                            |
| Anandapuram (AP) – Shimoga (K)                          |                            | 1676                       |                            |                            | 2011                       |                            |                                           |                            |                            |                            |
| Nanjangud (K) – Chamarajanagar (K)                      |                            | 1676                       |                            |                            | 2011                       |                            |                                           |                            |                            |                            |
| Bagalkot (K) – Gadag (K)                                | 1000                       | 1676                       |                            |                            | 2011                       |                            |                                           |                            |                            |                            |
| Mysuru (K) – Nanjangud (K)                              |                            | 1676                       |                            |                            | 2011                       |                            |                                           |                            |                            |                            |
| Vijayapura (K) – Bagalkot (K)                           |                            | 1676                       |                            |                            | 2011                       |                            |                                           |                            |                            |                            |
| Sakleshpur (K) – Subramanya, Karnataka Rd               |                            | 1676                       |                            |                            | 2011                       |                            |                                           |                            |                            |                            |
| Kolar (K) – Chikkaballapur ()                           |                            | 1676                       | 85                         |                            | 2013                       |                            |                                           |                            |                            |                            |
| Bundesstaat Kerala                                      |                            |                            |                            |                            |                            |                            |                                           |                            |                            |                            |
| bei Munnar (K)                                          | Monorail                   | 610                        |                            | 1902                       | 1908                       | 1924                       | Kundala Valley Railway                    |                            |                            |                            |
| Kollam (K) – Punalur (K)                                |                            | 1676                       | 44                         |                            |                            | 2010                       |                                           |                            |                            |                            |
| Bundesstaat Madhya Pradesh                              |                            |                            |                            |                            |                            |                            |                                           |                            |                            |                            |
| Balaghat (M) – Nainpur (M)                              | 762                        | 1676                       | 76,41                      |                            | geplant                    |                            |                                           |                            |                            |                            |
| Nainpur (M) – Jabalpur (M)                              | 762                        | 1676                       | 110,60                     |                            | geplant                    |                            |                                           |                            |                            |                            |
| Nagpu (Maha) – Chhindwara (M)                           | 610/762                    | 1676                       | 147,62                     |                            | geplant                    |                            |                                           |                            |                            |                            |
| Chhindwara (M) – Nainpur (M)                            | 610/762                    | 1676                       | 140,90                     |                            | geplant                    |                            |                                           |                            |                            |                            |
| Nainpur (M) – Mandla Fort (M)                           | 762                        | 1676                       | 42,5                       |                            | geplant                    |                            |                                           |                            |                            |                            |
| Gwalior (M) – Sherpur Kalan (U)                         | 610                        | 1676                       | 198,3                      |                            | geplant                    |                            |                                           |                            |                            |                            |
| Ratlam (M) – Fatehabad (M)                              |                            | 1676                       | 85,7                       |                            | 2013                       |                            |                                           |                            |                            |                            |
| Fatehabad (M) – Indore Junction MG (M)                  | 1000                       | 1676                       | 35                         |                            | 2014                       |                            |                                           |                            |                            |                            |
| Fatehabad, Madhya Pradesh (M) – Ujjain MG (M)           | 1000                       | 1676                       | 23                         |                            | geplant                    |                            |                                           |                            |                            |                            |
| Khandwa (M) – Indore Junction MG (M)                    | 1000                       | 1676                       | 141                        |                            | geplant                    |                            |                                           |                            |                            |                            |
| Khandwa (M) – Akola (Maha)                              | 1000                       | 1676                       | 175                        |                            | geplant                    |                            |                                           |                            |                            |                            |
| Bundesstaat Maharashtra                                 |                            |                            |                            |                            |                            |                            |                                           |                            |                            |                            |
| Itwari (M) – Umred () – Nagbhir (M)                     | 762                        | 1676                       | 106                        |                            | geplant                    |                            |                                           |                            |                            |                            |
| Pulgaon (M) – Arvi (M)                                  | 762                        | 1676                       | 35                         |                            | geplant                    |                            |                                           |                            |                            |                            |
| Pachora (M) – Jamner (M)                                | 762                        | 1676                       | 56                         |                            | geplant                    |                            |                                           |                            |                            |                            |
| Neral (M) – Matheran (M)                                | 610                        | ---                        | 19,98                      | 1907                       |                            |                            | Matheran Hill Railway                     |                            |                            |                            |
| Nagpur (M) – Chhindwara (MP)                            | 1000                       | 1676                       |                            |                            | 2013 ?                     |                            | [ 8 ]                                     |                            |                            |                            |
| Achalpur (M) – Chhindwara (MP) – Yavatmal (M)           | 762                        | 1676                       | 189                        | 1903                       | iU                         |                            |                                           |                            |                            |                            |
| Barsi (M)                                               | 762                        | 1676                       | 325                        |                            | 199_                       |                            | Barsi Light Railway                       |                            |                            |                            |
| Bundesstaat Manipur                                     |                            |                            |                            |                            |                            |                            |                                           |                            |                            |                            |
| Katakhal () – Bhairabhi (A ?)                           | 1000                       | 1676                       | 93                         |                            | geplant                    |                            |                                           |                            |                            |                            |
| Baraigram () – Dullabcherra ()                          | 1000                       | 1676                       | 74                         |                            | geplant                    |                            |                                           |                            |                            |                            |
| Arunachal () – Silchar (A)                              | 1000                       | 1676                       | 6                          |                            | geplant                    |                            |                                           |                            |                            |                            |
| Bundesstaat Odisha                                      |                            |                            |                            |                            |                            |                            |                                           |                            |                            |                            |
| Parlakimidi (O) – Gunupur (O)                           |                            | 1676                       |                            |                            | 2011                       |                            |                                           |                            |                            |                            |
| Bundesstaat Punjab                                      |                            |                            |                            |                            |                            |                            |                                           |                            |                            |                            |
| Bathinda (P) – Rewari (H)                               | 1000                       | 1676                       | 300                        | 1884                       | 1994                       |                            | Bathinda–Rewari line                      |                            |                            |                            |
| Hisar (H) – Sadulpur (R)                                | 1000                       | 1676                       | 70                         | 1911                       | 2009                       |                            | Bathinda–Rewari line                      |                            |                            |                            |
| Bundesstaat Rajasthan                                   |                            |                            |                            |                            |                            |                            |                                           |                            |                            |                            |
| Mohari () – Tantpur (U)                                 | 762                        | 1676                       | 18,21                      |                            | geplant                    |                            |                                           |                            |                            |                            |
| Dhaulpur (R) – Mohari () – Sirmuttra ()                 | 762                        | 1676                       | 70,44                      |                            | geplant                    |                            |                                           |                            |                            |                            |
| Sawai Madhopur (R) – Jaipur (R)                         |                            | 1676                       |                            |                            | 1990                       |                            |                                           |                            |                            |                            |
| Mavli (R) – Nathdwara (R)                               |                            | 1676                       |                            |                            | 2011                       |                            |                                           |                            |                            |                            |
| Ratangarh (R) – Bikaner (R)                             |                            | 1676                       |                            |                            | 2011                       |                            |                                           |                            |                            |                            |
| Loharu (H) – Sikar (R)                                  | 1000                       | 1676                       | 122                        |                            | iU                         |                            |                                           |                            |                            |                            |
| Ratangarh (Churu) (R) – Sardarshahar (R)                | 1000                       | 1676                       | 46                         |                            | iU                         |                            |                                           |                            |                            |                            |
| Jaipur (R) – Ringas – Churu (R)                         | 1000                       | 1676                       | 198                        |                            | geplant                    |                            |                                           |                            |                            |                            |
| Sri Ganganagar (R) – Sadulpur (R)                       | 1000                       | 1676                       | 245                        |                            | geplant                    |                            |                                           |                            |                            |                            |
| Barisadri – Mavli (R) – Marwar (R)                      | 1000                       | 1676                       | 233                        |                            | geplant                    |                            |                                           |                            |                            |                            |
| Botad (G) – Gandhigram – Udaipur (R)                    | 1000                       | 1676                       | 179                        |                            | geplant                    |                            |                                           |                            |                            |                            |
| Bundesstaat Tamil Nadu                                  |                            |                            |                            |                            |                            |                            |                                           |                            |                            |                            |
| Mettupalayam (T) – Coonoor (T) – Ooty (T)               | 1000                       | ---                        | 46                         | 1908                       |                            |                            | Nilgiri Mountain Railway                  |                            |                            |                            |
| Dindigul (T) – Palani (T)                               |                            | 1676                       |                            |                            | 2011                       |                            |                                           |                            |                            |                            |
| Tirunelveli (T) – Tenkasi (T)                           |                            | 1676                       |                            |                            | 2011                       |                            |                                           |                            |                            |                            |
| Mayiladuthurai (T) – Tiruvarur (T)                      |                            | 1676                       |                            |                            | 2012                       |                            |                                           |                            |                            |                            |
| Virudhunagar (T) – Manamadurai (T)                      | 1000                       | 1676                       | 66                         | 1963/64                    | 2013                       |                            |                                           |                            |                            |                            |
| Madurai (T) – Bodinayakkanur (T)                        | 1000                       | 1676                       | 88                         |                            | iU                         |                            |                                           |                            |                            |                            |
| Karaikudi (T) – Tiruvarur (T)                           | 1000                       | 1676                       |                            |                            | geplant                    |                            |                                           |                            |                            |                            |
| Palakkad (K) – Palani (T)                               | 1000                       | 1676                       |                            |                            | 2014                       |                            |                                           |                            |                            |                            |
| Bundesstaat Uttar Pradesh                               |                            |                            |                            |                            |                            |                            |                                           |                            |                            |                            |
| Shahdara (D) – Saharanpur (U)                           | 762                        | 1676                       |                            | 1907                       | 1973                       |                            | Shahdara–Saharanpur Light Railway         |                            |                            |                            |
| Mathura (U) – Kasganj (U)                               | 1000                       | 1676                       |                            |                            | 2009                       |                            | Strecke von 80 km auf 60 km verkürzt      |                            |                            |                            |
| Mathura (U) – Achhnera (U)                              |                            | 1676                       |                            |                            | 2011                       |                            |                                           |                            |                            |                            |
| Kaptanganj (U) – Thawe (U)                              |                            | 1676                       |                            |                            | 2011                       |                            |                                           |                            |                            |                            |
| Aunrihar (U) – Jaunpur (U)                              | 1000                       | 1676                       |                            |                            | 2011                       |                            |                                           |                            |                            |                            |
| Bareilly (U) – Lalkua (Uh)                              |                            | 1676                       |                            |                            | 2012                       |                            |                                           |                            |                            |                            |
| Anand Nagar (A) – Barhni ()                             | 1000                       | 1676                       | 72                         |                            | iU                         |                            |                                           |                            |                            |                            |
| Gainsari () – Jarwa (U)                                 | 1000                       | 1676                       | 15                         |                            | iU                         |                            |                                           |                            |                            |                            |
| Mathura (U) – Vrindavan (U)                             | 1000                       | 1676                       | 12                         |                            | geplant                    |                            |                                           |                            |                            |                            |
| Gonda (U) – Barhni ()                                   | 1000                       | 1676                       | 109                        |                            | geplant                    |                            |                                           |                            |                            |                            |
| Nanpara (U) – Nepalganj (Nepal)                         | 1000                       | 1676                       | 19                         |                            | geplant                    |                            |                                           |                            |                            |                            |
| Mailani (U) – Gonda (U)                                 | 1000                       | 1676                       | 266                        |                            | geplant                    |                            |                                           |                            |                            |                            |
| Bhojipura (U) – Pilibhit (U) – Sitapur (U) – Luc        | 1000                       | 1676                       | 301                        |                            | geplant                    |                            |                                           |                            |                            |                            |
| Shahjahanpur (U) – Pilibhit (U) – Tanakpur (Ut)         | 1000                       | 1676                       |                            |                            | geplant                    |                            |                                           |                            |                            |                            |
| Bundesstaat Westbengalen                                |                            |                            |                            |                            |                            |                            |                                           |                            |                            |                            |
| New Jalpaiguri (W) – Darjeeling (W)                     | 610                        | ---                        | 80.19                      |                            |                            |                            | Darjeeling Himalayan Railway              |                            |                            |                            |
| Balgona (W) – Katwa (W)                                 | 610/762                    | 1676                       | 27,34                      |                            | geplant                    |                            |                                           |                            |                            |                            |
| Cooch Behar (W) – Gitaldaha (W)                         | 762                        | 1000                       | 86                         | 1893                       | 1910                       |                            | Cooch Behar State Railway                 |                            |                            |                            |
| Barasat (W) – Hasnabad (W)                              | 762                        | 1676                       |                            | 1914                       | 1962                       |                            | Barasat–Basirhat Light Railway            |                            |                            |                            |
| Bankura (W) – Raynagar (W)                              | 762                        | 1676                       | 96                         | 1917                       | 2005                       |                            | Bankura–Damodar Railway                   |                            |                            |                            |
| Shantipur (W) – Krishnanagar (W) – Nabadwip Ghat Line   | 762                        | 1676                       | 28                         |                            |                            |                            |                                           |                            |                            |                            |
| Krishnanagar (W) – Shantipur (W) – Nabadwip Ghat Line   |                            | 1676                       |                            |                            | 2011                       |                            |                                           |                            |                            |                            |
| Bardhaman () – Balgona ()                               |                            | 1676                       |                            |                            | 2011                       |                            |                                           |                            |                            |                            |
| Aluabari Road () – Siliguri (W)                         |                            | 1676                       |                            |                            | 2011                       |                            |                                           |                            |                            |                            |
| Ahmadpur (W) – Katwa (W)                                | 762                        | 1676                       | 53                         | 1917                       | 2017                       |                            | Ahmadpur–Katwa Railway                    |                            |                            |                            |
| Burdwan (W) – Katwa (W)                                 | 762                        | 1676                       | 52                         | 1915                       | 2019                       |                            | Burdwan–Katwa Railway                     |                            |                            |                            |

### Iran
| Bahnstrecke       | Alte Spur- weite mm | Neue Spur- weite mm | Länge km | erbaut | Neue Spur- weite (Jahr) | Still- legung | Bemerkung                                                                   |
| ----------------- | ------------------- | ------------------- | -------- | ------ | ----------------------- | ------------- | --------------------------------------------------------------------------- |
| Täbris – Dscholfa | 1524                | 1435                |          | 1916   | 19__                    |               | umgespurt nach Anschluss von Täbris an das nationale Eisenbahnnetz des Iran |

### Israel
| Bahnstrecke         | Alte Spur- weite mm | Neue Spur- weite mm | Länge km | erbaut                       | Neue Spur- weite (Jahr) | Still- legung    | Bemerkung |
| ------------------- | ------------------- | ------------------- | -------- | ---------------------------- | ----------------------- | ---------------- | --- |
| al-Masʿūdiyya–Sinai | 1050                | 1435                | 99,0 km  | Okt. 1915                    | Mai – Juli 1918         | Nov. 1918        | Umbau der Teilstrecke Nachal Soreq (Wadi esSarar)–Beʾer Scheva durch die Britischen Militärbahnen in Palästina                             |
| al-Masʿūdiyya–Sinai | 1050                | 1435                | 73,0 km  | 1914                         | 1918                    |                  | Umbau der Teilstrecke Lod–Tulkarm (48 km) und zusätzliche nordwestliche Nebenbahnen durch die Britischen Militärbahnen in Palästina        |
| atTina–Bayt Hanun   | 1050                | 1435                | 53,5 km  | April 1917                   | Nov. 1917               | 1948 – 1967 2005 | Umbau der Teilstrecke Bayt Hanun–Beit Schiqmah (ca. 28,7 km) durch die Britischen Militärbahnen in Palästina als Teil von deren Sinai-Bahn |
| Haifa–Akko          | 1050                | 1435                | 5,5 km   | 1913 / neu 1919 / teils 1933 | 1933                    |                  | Ausbau der Teilstrecke Haifa–Ausbesserungswerk Qischon zu einem Dreischienengleis für beide Spurweiten durch die Palestine Railways (PR)   |
| Haifa–Akko          | 1050                | 1435                | 3,6 km   | 1913 / neu 1919              | 1937                    |                  | Ausbau der Teilstrecke Ausbesserung Qischon–Qirjat Motzkin zu einem Dreischienengleis für beide Spurweiten durch die PR                    |
| Haifa–Akko          | 1050                | 1435                | 10 km    | 1913 / neu 1919              | 1941                    |                  | Ausbau der Teilstrecke Qirjat Motzkin–Abzweig Naʿaman zu einem Dreischienengleis für beide Spurweiten durchs War Office                    |
| Jaffa–Jerusalem     | 1000                | 1050                | 67,5 km  | 1892                         | 1914                    |                  | Umbau der Teilstrecke (50,5 km) Lod–Jerusalem durch die Osmanische Militärbahn in Palästina                                                |
| Jaffa–Jerusalem     | 1050                | 1435                | 67,5 km  | 1892                         | 1918                    |                  | Umbau der Teilstrecke (50,5 km) Lod–Jerusalem durch die Britischen Militärbahnen in Palästina                                              |
| Jaffa–Jerusalem     | 600                 | 1435                | 67,5 km  | 1892                         | ca. 1920                | 24/1/1948 1970   | Umbau der Teilstrecke Jaffa–Lod (17 km) durch die Palestine Railways                                                                       |

### Japan
| Bahnstrecke               | Alte Spur- weite mm | Neue Spur- weite mm | Länge km | erbaut  | Neue Spur- weite (Jahr) | Still- legung | Bemerkung   |
| ------------------------- | ------------------- | ------------------- | -------- | ------- | ----------------------- | ------------- | ----------- |
| Takahama – Matsuyamashi   | 762                 | 1067                | 9,4 km   | 1888/92 | 1931 ?                  |               | Iyo Railway |
| Matsuyamashi – Yokogawara | 762                 | 1067                | 13,2 km  | 1893/99 | 1931                    |               | Iyo Railway |
| Matsuyamashi – Gunchūko   | 762                 | 1067                | 10,7 km  | 1900    | 1937                    |               | Iyo Railway |
| Iyo Tachibana – Morimatsu | 762                 | 1067                | 10,7 km  | 1896    | 1931                    | 1965          | Iyo Railway |
| Senzu – Ikawa             | 762                 | 1067                | 25,5 km  | 1935    | 1936                    |               | Ikawa-Linie |

### Pakistan
| Bahnstrecke            | Alte Spur- weite mm | Neue Spur- weite mm | Länge km | erbaut | Neue Spur- weite (Jahr) | Still- legung | Bemerkung |
| ---------------------- | ------------------- | ------------------- | -------- | ------ | ----------------------- | ------------- | --------- |
| Bostan–Zhob            | 762                 | 1676                |          |        | 2006                    |               |           |
| Jacobabad–Kashmore     | 762                 | 1676                |          |        | 1956                    |               |           |
| Mirpur Khas–Khokhrapar | 1000                | 1676                | 128      |        | 2005                    |               |           |
| Mirpur Khas–Hyderabad  | 1000                | 1676                | 67       |        |                         |               |           |

### Russland (asiatischer Teil)
| Bahnstrecke                 | Alte Spur- weite mm | Neue Spur- weite mm | Länge km | erbaut | Neue Spur- weite (Jahr) | Still- legung | Bemerkung                                                         |
| --------------------------- | ------------------- | ------------------- | -------- | ------ | ----------------------- | ------------- | ----------------------------------------------------------------- |
| Korsakow–Juschno-Sachalinsk | 600                 | 1067                | 42,5     |        |                         |               | 1. Umspurung, Sachalinskaja schelesnaja doroga                    |
| Korsakow–Juschno-Sachalinsk | 1067                | 1520                | 42,5     |        |                         |               | 2. Umspurung des Eisenbahnnetzes auf Sachalin im Gange (bis 2012) |

### Sri Lanka
| Bahnstrecke                  | Alte Spur- weite mm | Neue Spur- weite mm | Länge km | erbaut    | Neue Spur- weite (Jahr) | Still- legung | Bemerkung                    |
| ---------------------------- | ------------------- | ------------------- | -------- | --------- | ----------------------- | ------------- | ---------------------------- |
| Kelani-Valley-Schmalspurbahn | 762                 | 1676                |          | 1900–1912 | 1996                    |               | Schienenverkehr in Sri Lanka |

### Taiwan
| Bahnstrecke       | Alte Spur- weite mm | Neue Spur- weite mm | Länge km | erbaut    | Neue Spur- weite (Jahr) | Still- legung | Bemerkung            |
| ----------------- | ------------------- | ------------------- | -------- | --------- | ----------------------- | ------------- | -------------------- |
| Hualien – Taitung | 762                 | 1067                | 171,8    | 1921 / 26 | 1982                    |               | Hualien–Taitung Line |

### Thailand
| Bahnstrecke | Alte Spur- weite mm | Neue Spur- weite mm | Länge km | erbaut | Neue Spur- weite (Jahr) | Still- legung | Bemerkung |
| ----------- | ------------------- | ------------------- | -------- | ------ | ----------------------- | ------------- | --------- |
|             | 1435                | 1000                | ~1000    |        | 1920                    |               |           |

### Türkei
| Bahnstrecke   | Alte Spur- weite mm | Neue Spur- weite mm | Länge km | erbaut    | Neue Spur- weite (Jahr) | Still- legung | Bemerkung                      |
| ------------- | ------------------- | ------------------- | -------- | --------- | ----------------------- | ------------- | ------------------------------ |
| Mudanya–Bursa | 1067/1100           | 1435                | 41       | 1871 / 75 | 1892                    | 1948          | Chemin de Fer Moudania Brousse |

## Australien und Ozeanien

### Australien
| Bahnstrecke                                                                            | Alte Spur- weite mm | Neue Spur- weite mm | Länge km | erbaut | Neue Spur- weite (Jahr) | Still- legung | Bemerkung |
| -------------------------------------------------------------------------------------- | ------------------- | ------------------- | -------- | ------ | ----------------------- | ------------- | --- |
| New South Wales                                                                        |                     |                     |          |        |                         |               | |
| Zig Zag Railway                                                                        | 1435                | 1067                |          | 1869   | 1975                    |               | aufgegebener Teil der Transkontinental-Verbindung, Nachnutzung als Museumseisenbahn                                |
| Südaustralien und Viktoria                                                             |                     |                     |          |        |                         |               | |
| Port Augusta–Marree                                                                    | 1067                | 1435                |          |        | 1957                    | 1986          | teilweise neu trassiert                                                                                            |
| Port Pirie–Gladstone (South Australia)–Peterborough (South Australia)–Cockburn         | 1067                | 1435                |          |        | 1970                    |               | Die anschließende Strecke von Cockburn bis Broken Hill (New South Wales) wurde nicht umgespurt, sondern neu gebaut |
| Peterborough (South Australia)–Terowie                                                 | 1067                | 1600                |          |        | 1970                    | ca. 1990      | |
| Port Pirie–Adelaide                                                                    | 1600                | 1435                |          |        | 1970                    |               | |
| Melbourne–Adelaide                                                                     | 1600                | 1435                |          |        | 1995                    |               | |
| Tasmanien                                                                              |                     |                     |          |        |                         |               | |
| Deloraine–Launceston                                                                   | 1600                | 1067                |          | 1871   | 1888                    |               | |
| Westaustralien                                                                         |                     |                     |          |        |                         |               | |
| Fremantle–Perth–Kalgoorlie Kalgoorlie–Leonora (Western Australia) Coolgardie–Esperance | 1067                | 1435                |          |        | 1968                    |               | teilweise neu trassiert, Perth–Northam (Western Australia) Dreischienengleis 1067/1435                             |

### Neuseeland
| Bahnstrecke                                     | Alte Spur- weite mm | Neue Spur- weite mm | Länge km | erbaut | Neue Spur- weite (Jahr) | Still- legung | Bemerkung |
| ----------------------------------------------- | ------------------- | ------------------- | -------- | ------ | ----------------------- | ------------- | --------- |
| Südinsel                                        |                     |                     |          |        |                         |               |           |
| Um Christchurch: Canterbury Provincial Railways | 1600                | 1067                |          |        | 1876                    |               |           |

### Ozeanien
| Bahnstrecke       | Alte Spur- weite mm | Neue Spur- weite mm | Länge km | erbaut | Neue Spur- weite (Jahr) | Still- legung | Bemerkung |
| ----------------- | ------------------- | ------------------- | -------- | ------ | ----------------------- | ------------- | --------- |
| Nauru             |                     |                     |          |        |                         |               |           |
| Phosphate Railway | 610                 | 914                 | 3,9      | 1907   | 1920                    |               |           |